# Почему одни страны богатые, а другие бедные
«Почему одни страны богатые, а другие бедные» (англ. Why Nations Fail: The Origins of Power, Prosperity, and Poverty — «Почему страны терпят неудачу: происхождение власти, процветания и нищеты», 2012) — книга американских экономистов Дарона Аджемоглу и Джеймса Робинсона. Обобщает и популяризирует предшествующие исследования авторов и множества других учёных. Основываясь на положениях новой институциональной экономики, Робинсон и Аджемоглу видят в политических и экономических институтах — совокупностях правил и механизмов принуждения к их исполнению, существующих в обществе, — основную причину различий в экономическом и социальном развитии различных государств, считая другие факторы (географию, климат, генетику, культуру, религию, невежество элит) второстепенными.
Авторы противопоставляют два типа институтов: экстрактивные — направленные на исключение большей части общества из процесса принятия политических решений и распределения доходов, и инклюзивные — направленные на включение максимально широких слоёв общества в экономическую и политическую жизнь. За исключением широких слоёв общества из процесса принятия политических решений, по мнению авторов, неизбежно следует и наступление на экономические права всех, кто не принадлежит к элите. А отсутствие у широких слоёв общества надёжных гарантий прав собственности и возможности получать доход от своих предприятий ведёт к остановке экономического роста. Поэтому в отсутствие плюралистических политических институтов достижение устойчивого развития, по мнению авторов, невозможно.
Авторы приводят многочисленные исторические примеры в поддержку своей точки зрения, ссылаются на исследования многих других историков и экономистов: библиография книги насчитывает более 300 научных работ. В качестве примеров государств с экстрактивными институтами выступают страны Чёрной Африки и Латинской Америки, Российская, Австрийская, Османская и Цинская империи, СССР, КНР времён «культурной революции», современный Узбекистан и другие. В качестве примеров стран с инклюзивными институтами выступают Британская империя после Славной революции, США, Австралия, Франция после Великой французской революции, Япония после Реставрации Мэйдзи. Авторы создали и до 2014 года поддерживали сайт на английском языке, посвящённый темам книги.

## Контекст
Книга явилась результатом синтеза многолетних исследований Дарона Аджемоглу по теории экономического роста и Джеймса Робинсона по экономике стран Африки и Латинской Америки, а также исследований многих других авторов: всего библиография книги насчитывает более 300 научных работ (книг и статей). Книга обобщает и популяризирует предшествующие исследования авторов и других исследователей для широкого круга читателей. Она содержит трактовку истории различных стран, как уже исчезнувших, так и современных, с позиций новой институциональной школы. Центральной идеей многих работ авторов является определяющая роль институтов в достижении странами высокого уровня благосостояния. Этому же посвящена и более ранняя книга авторов «Экономические истоки диктатуры и демократии», но в ней не было большого числа разнообразных исторических примеров.
Авторы вступают в заочную полемику с авторами других теорий, объясняющих глобальное неравенство: авторами трактовок географической теории Джеффри Саксом и Джаредом Даймондом, представителями теории о невежестве элит Абхиджитом Банерджи и Эстер Дюфло, Мартином Липсетом и его модернизационной теорией, а также с различными видами культурологических теорий: теорией Дэвида Лэндиса об особенном культурном укладе жителей Северной Европы, теорией Дэвида Фишера о позитивном влиянии британской культуры, c теорией Макса Вебера о влиянии протестантской этики на экономическое развитие. Наиболее жёстко критикуется географическая теория как «неспособная объяснить не только мировое неравенство в целом», но и то, что многие страны длительное время находились в застое, а потом в определённый момент в них начинался бурный экономический рост, хотя их географическое положение при этом не менялось.
Во многих работах соавтором Аджемоглу и Робинсона выступал Саймон Джонсон, который, однако, в работе над книгой не участвовал. Например, в статье 2002 года они с помощью статистического анализа показали, что институциональные факторы доминируют над культурой и географией при определении ВВП на душу населения различных стран. А в статье 2001 года они показали, как смертность среди европейских поселенцев в колониях повлияла на становление институтов и будущее развитие этих территорий.

## Содержание

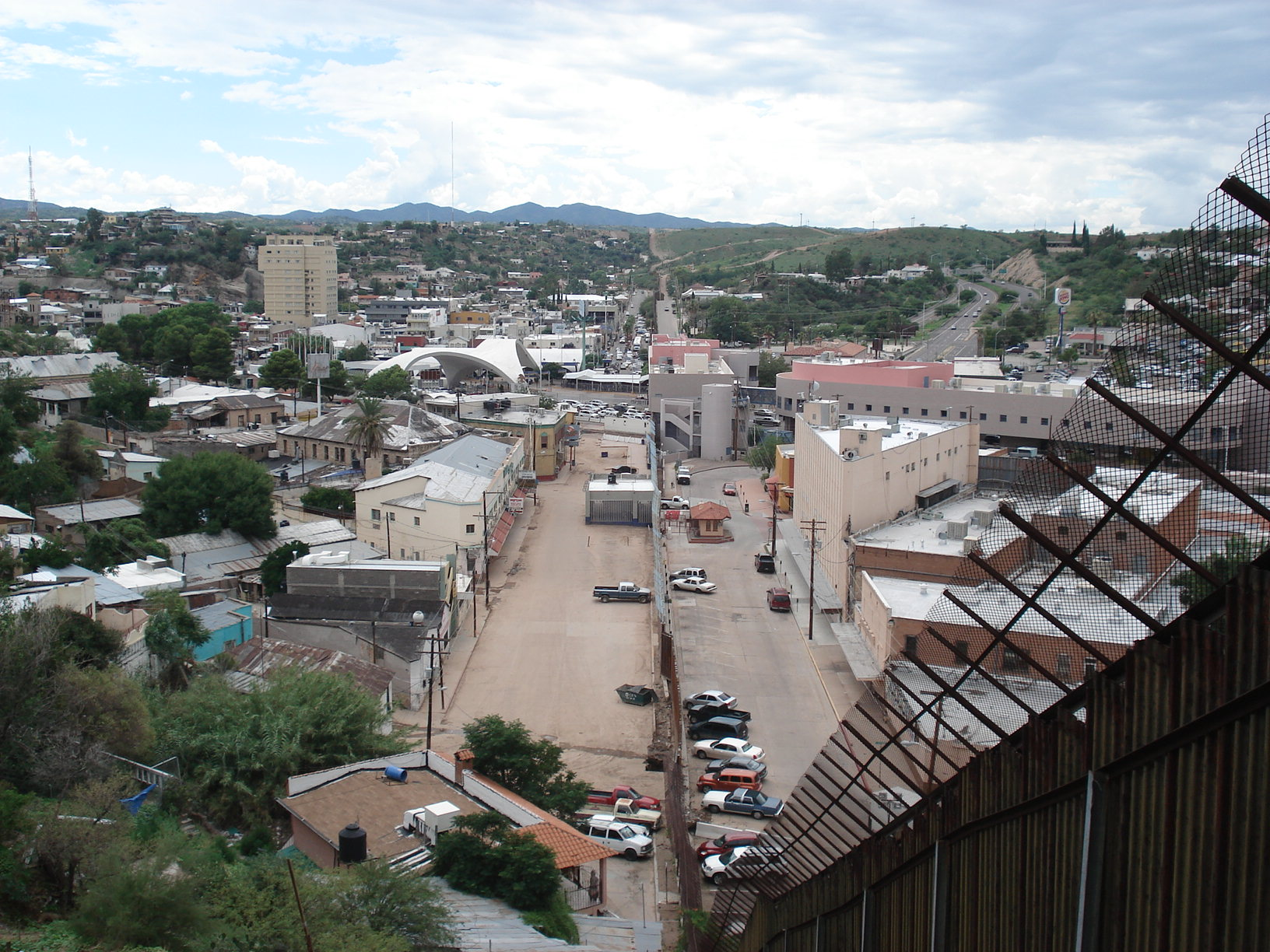
Ногалес, город на границе Мексики и США, разделённый стеной на мексиканскую и американскую части, с описания которого начинается книга

### Условия устойчивого развития
Начиная книгу с описания Ногалеса, штат Аризона, и Ногалеса, штат Сонора, авторы задаются вопросом о причинах столь существенного различия в уровне жизни по разные стороны от стены, разделяющей два города. Книга посвящена тому, как одним странам удалось достичь высокого уровня благосостояния, а другие постоянно терпели в этом неудачу. Страны, которым удалось достичь высокого уровня благосостояния, длительное время демонстрировали устойчивые высокие темпы экономического роста: такое состояние экономики получило название устойчивого развития. Оно сопровождается постоянной сменой и совершенствованием технологий — процессом, называемым научно-технический прогресс. В поисках причин, почему в одних странах мы наблюдаем это явление, а другие словно застыли во времени, авторы приходят к выводу, что для научно-технического прогресса необходима защита прав собственности широких слоёв общества и возможность получения доходов от своих предприятий и инноваций (в том числе и от патентов на изобретения). Но как только гражданин получает патент, он сразу становится заинтересованным в том, чтобы никто другой не запатентовал более совершенную версию его изобретения, чтобы он мог получать доход от своего патента вечно. Потому для устойчивого развития необходим механизм, не позволяющий ему этого сделать, ведь вместе с патентом он получает и существенное состояние. Авторы приходят к выводу, что таким механизмом являются плюралистические политические институты, позволяющие широким слоям общества участвовать в управлении страной. В этом примере от патента на более совершенное изобретение проигрывает изобретатель предыдущего, но выигрывают все остальные. При плюралистических политических институтах принимается решение, выгодное большинству, а значит, воспрепятствовать патенту на новое изобретение у изобретателя предыдущего не получится и, таким образом, будет происходить непрерывное совершенствование технологий. Трактовку экономического роста как постоянной смены товаров и технологий впервые предложил Йозеф Шумпетер, назвав этот процесс созидательным разрушением. В форме экономической модели эта концепция была реализована Филиппом Агьоном и Питером Ховиттом в модели Агьона — Ховитта, где стимулом для разработки новых товаров служит монопольная прибыль от их производства, которая заканчивается после изобретения более совершенного товара. Поскольку только плюралистические политические институты могут гарантировать, что владельцы существующих монополий, используя свою экономическую мощь, не смогут заблокировать внедрение новых технологий, они, по мнению авторов, являются необходимым условием для перехода страны к устойчивому развитию. Другим необходимым условием является достаточный уровень централизации власти в стране, поскольку при его отсутствии политический плюрализм может превратиться в хаос. Теоретическая основа работы авторов представлена в совместной с Саймоном Джонсоном статье, также авторы отмечают большое влияние работ Дугласа Норта на свои взгляды.
Свою позицию авторы подкрепляют анализом экономического развития множества современных и уже исчезнувших стран и социумов: США; средневековой Англии и Британской империи; Франции; Венецианской республики; Римской республики и Римской империи; Австро-Венгрии; Российской империи, СССР и современной России; Испании и её многочисленных бывших колоний: Аргентины, Венесуэлы, Гватемалы, Колумбии, Мексики и Перу; Бразилии; колониального периода Карибского региона; цивилизации майя; Натуфийской культуры; Османской империи и современной Турции; Японии; КНДР и Республики Корея; империй Мин и Цин, и современного Китая; султанатов Тидоре, Тернате и Бакан, островного государства Амбон и других сообществ на территории современной Индонезии и последствий воздействия на них Голландской Ост-Индской компании; Австралии; Сомали и Афганистана; царства Аксум и современной Эфиопии; ЮАР, Зимбабве и Ботсваны; королевств Конго и Куба и современной Демократической Республики Конго; государств Ойо, Дагомея и Ашанти и современной Ганы; Сьерра-Леоне; современных Египта и Узбекистана. Рецензенты единодушно отмечают богатство исторических примеров в книге.

### Противопоставление двух типов институтов
Определяющую роль для развития стран, по мнению авторов, играют институты — совокупности формальных и неформальных правил и механизмов принуждения индивидов к исполнению этих правил, существующие в обществе. Аджемоглу и Робинсон делят институты на две большие группы: политические и экономические. Первые регулируют распределение полномочий между различными органами власти в стране и порядок формирования этих органов, а вторые регулируют имущественные отношения граждан. Концепция Аджемоглу и Робинсона заключается в противопоставлении двух архетипов: т. н. «экстрактивных» («извлекающих», «выжимающих») и «инклюзивных» («включающих», «объединяющих») экономических и политических институтов, которые в обоих случаях усиливают и поддерживают друг друга.

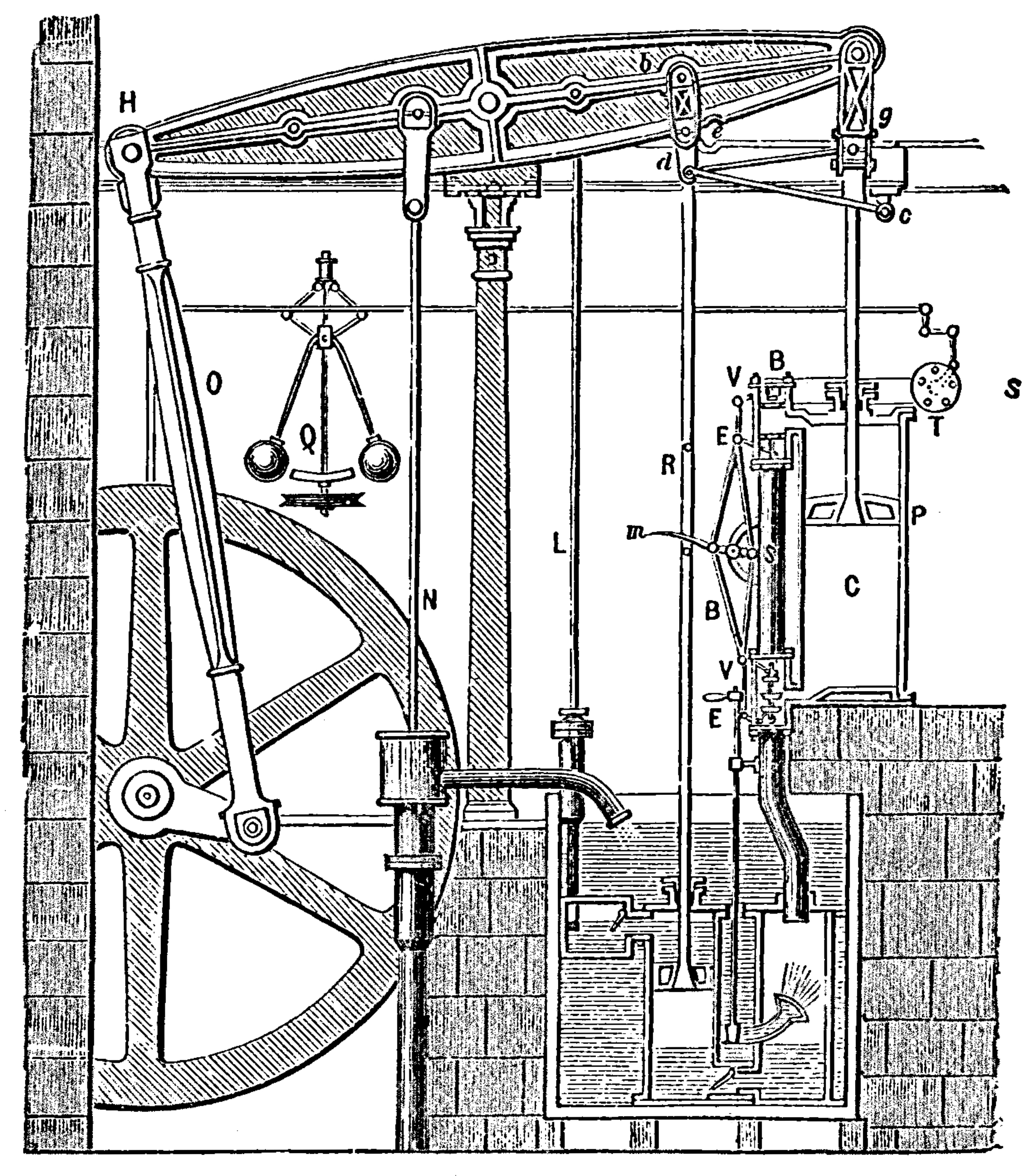
Инновации — основа инклюзивного экономического роста: паровая машина Джеймса Уатта (1784)

Инклюзивные экономические институты защищают имущественные права широких слоёв общества (а не только элиты), они не допускают необоснованного отчуждения собственности, и позволяют всем гражданам участвовать в экономических отношениях с целью получения прибыли. В условиях действия таких институтов работники заинтересованы в повышении производительности труда. Первыми примерами таких институтов служат, например, коменда в Венецианской Республике и патенты на изобретения. Долговременное существование таких экономических институтов, по мнению авторов, невозможно без инклюзивных политических институтов, которые позволяют широким слоям общества участвовать в управлении страной и принимать решения, выгодные большинству. Именно такие институты являются основой всех либеральных демократий современности. В отсутствие таких институтов, когда политическая власть узурпирована небольшой прослойкой общества, она рано или поздно использует эту власть для получения власти экономической, то есть для наступления на имущественные права остальных, а значит, для разрушения инклюзивных экономических институтов.
Экстрактивные экономические институты исключают широкие слои населения из распределения доходов от собственной деятельности. Они препятствуют извлечению выгоды из участия в экономических отношениях всеми, кроме представителей элиты, которым, напротив, позволено даже отчуждать имущество тех, кто к элите не принадлежит. Примерами могут служить рабство, крепостное право, энкомьенда. В условиях действия таких институтов работники не имеют стимулов к повышению производительности труда, поскольку весь или почти весь дополнительный доход будет изъят элитой. Подобным экономическим институтам сопутствуют экстрактивные политические институты, исключающие широкие слои населения из управления страной и концентрирующие всю политическую власть в руках узкой прослойки общества (например, дворянства). Примерами могут служить неограниченные монархии и различные виды диктаторских и тоталитарных режимов, а также авторитарные режимы с внешними элементами демократии (конституцией и выборами), столь распространённые в современном мире, где власть поддерживается при помощи силовых структур: армии, полиции, зависимых судов. Сам факт наличия выборов в стране ещё не означает, что её институты нельзя отнести к экстрактивным: конкуренция может быть нечестной, возможности кандидатов и их доступ к СМИ — неравными, а голосование проводиться с многочисленными нарушениями, и в этом случае выборы — это лишь спектакль, финал которого заранее известен.
Инклюзивные экономические и политические институты запускают механизм, названный «благотворной обратной связью» (в переводе Д. Литвинова, П. Миронова и С. Сановича; англ. the virtuous circle — буквально «добродетельный круг»), рассматриваемый в одиннадцатой главе, когда инклюзивные экономические институты укрепляют и расширяют инклюзивные политические институты, а те в свою очередь приводят ко всё большей вовлечённости в экономическую деятельность различных слоёв общества, что приводит к продолжению экономического роста и укреплению инклюзивных экономических институтов. Первым примером такого развития в книге служит Великобритания после Славной Революции, завершившейся победой широкой общественной коалиции вокруг Парламента над монархами из династии Стюартов, где избирательные права, бывшие изначально у небольшой части населения, постепенно расширялись и в итоге распространились на все слои населения. Поскольку победу одержала именно широкая коалиция из разных слоёв общества, узурпация власти со стороны одной из его узких групп стала существенно сложнее, а потенциальные выгоды от этой узурпации — меньше, поскольку инклюзивные экономические институты разрушают монополии, служащие источником доходов элиты в странах с экстрактивными институтами, поэтому, по мнению авторов, в случае Великобритании возврата к экстрактивным институтам не произошло. В качестве второго примера приводится развитие США, где, когда монопольная власть трестов стала угрожать инклюзивным институтам, Конгресс пошёл на их дробление, а Франклину Рузвельту не удалось подчинить себе Верховный суд. Изложение этой главы основывается на опубликованных работах авторов, а также на исследованиях Питера Линдерта и Александра Кейссара. Если по истории Великобритании рецензенты полностью согласны с авторами, хотя некоторые и отмечают в качестве важных факторов начала промышленной революции также наличие выхода к морю, водопроводной воды и месторождений угля и железа, то в части антимонопольных актов в США были и те, кто не согласился с негативной оценкой деятельности трестов.

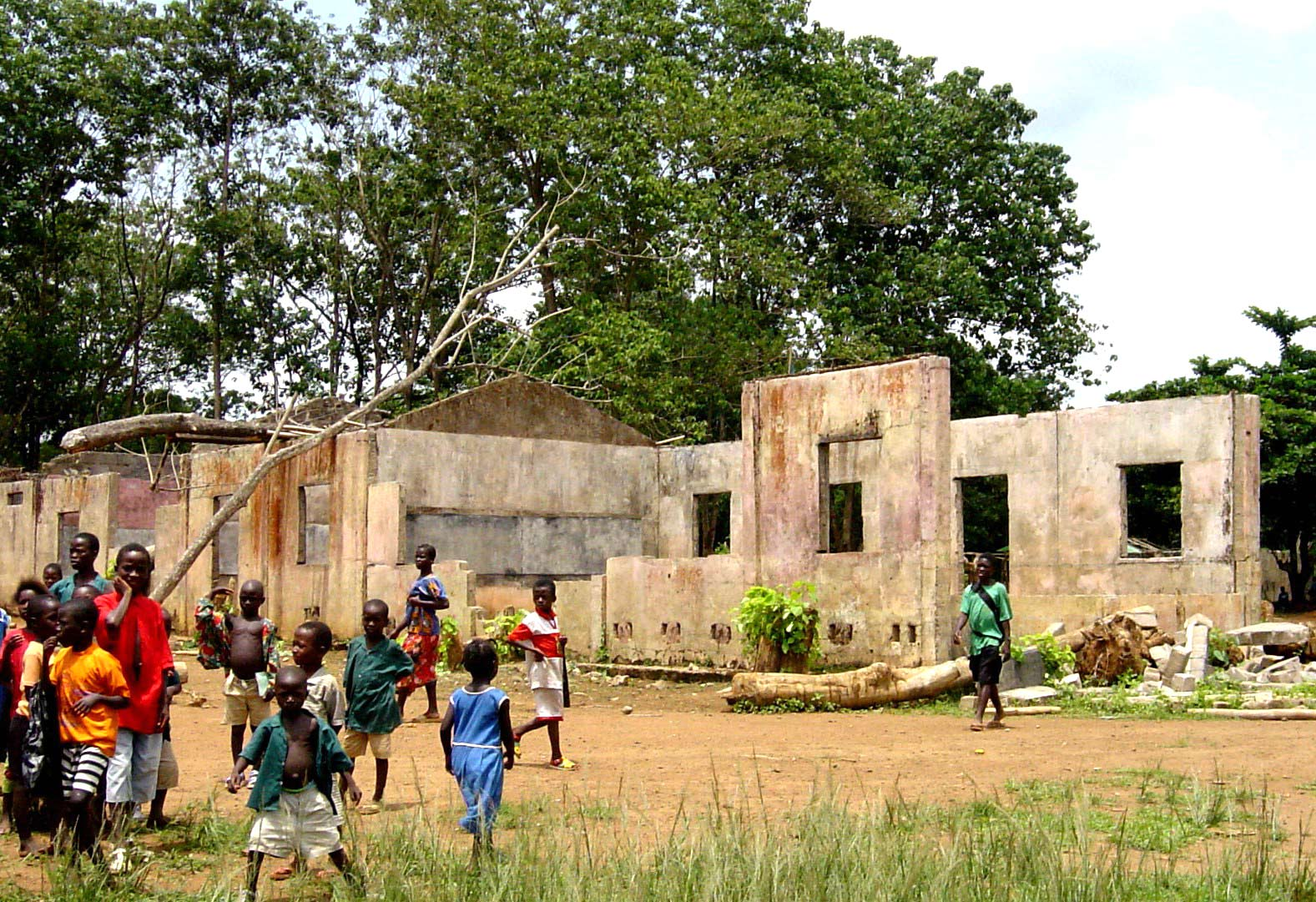
Разрушенная в ходе гражданской войны школа в Сьерра-Леоне: конфликты за власть — непременные спутники экстрактивных институтов

Экстрактивные политические институты запускают не менее мощный механизм, названный «порочным кругом» (англ. the vicious circle), рассматриваемый в двенадцатой главе, когда укоренившиеся экстрактивные экономические институты после периода потрясений не только не ослабляются, но воспроизводятся в ещё более жёсткой форме, и для сохранения в новом виде им необходимы ещё более жёсткие экстрактивные политические институты, чем раньше. Этот механизм авторы показывают на примере Сьерра-Леоне, где после обретения независимости колониальные экстрактивные экономические отношения (в частности, принудительная покупка пальмового масла, какао и кофе у крестьян по ценам, существенно ниже мировых, монополизация добычи алмазов) и политические (неограниченная власть узкой группы племенных вождей) не только не исчезли, но и, наоборот, существенно усилились. Так, если в 1960-х годах производители сельскохозяйственной продукции получали примерно половину от её мировой цены, то в 1980-х годах эта планка опустилась до 20—30 % от мировой цены. Свержение колониальных администраций, установивших работавшие в собственных интересах экстрактивные институты, не было следствием действий коалиции широких слоёв общества (как Славная Революция в Великобритании), это был результат действий узкой группы лиц, которые после успеха своего предприятия оказались перед выбором: либо воспользоваться уже существующими институтами, создающими огромное неравенство и сосредотачивающими богатство и неограниченные полномочия в их руках, или же добровольно пойти на ограничение собственной власти и доходов, содействуя созданию инклюзивных институтов, но рискуя при этом эту власть потерять. Исходя из этого, понятно, почему яркий борец за независимость Сьерра-Леоне от Великобритании Сиака Стивенс превратился в жестокого диктатора, чья власть опиралась на неармейские силовые структуры, напрямую ему подчинённые. Итогом его правления стало разрушение инфраструктуры, постоянные задержки выплат зарплат и перебои с электро- и водоснабжением. Через 5 лет после его отставки, уже при его преемнике Джозефе Момо, которого назначил сам Стивенс, произошёл полный коллапс государства и разразилась жестокая гражданская война. Аналогичным образом ситуация развивалась и в Эфиопии, где свергнувшая императора Хайле Селассие группа офицеров «Дерг» в 1974 году провозгласила курс на построение социализма. Однако уже через 4 года, в 1978 году, устранивший всех своих противников и захвативший абсолютную власть в стране Менгисту Хайле Мариам жил в Большом дворце императора Селассие, принимал парады, сидя на его троне, и ездил на его автомобиле. Переняв все внешние атрибуты императорской власти, Менгисту оставил в силе и все экстрактивные институты, сделав их даже более жестокими: он часто искусственно устраивал голод в непокорных провинциях, что в конечном счёте привело к независимости Эритреи. В Зимбабве после свержения правительства Яна Смита, ущемлявшего права чернокожего населения, случилась похожая история: Роберт Мугабе устранил с политической арены своего основного конкурента Джошуа Нкомо, захватил абсолютную власть и также использовал и усилил экономические институты, доставшиеся в наследство от Смита. Но был даже более показательный случай: Демократическая Республика Конго. Вскоре после обретения независимости, власть там захватил Мобуту Сесе Секо, также усиливший существовавшие со времён Бельгийского Конго экстрактивные институты и прославившийся культом личности, репрессиями и непомерным обогащением своего ближнего круга. В его родной деревне Гбадолите был даже построен аэропорт, способный принимать «Конкорд», на котором часто летал Мобуту. В результате восстания его сверг Лоран Кабила, который впоследствии также попытался установить собственный культ личности и также оказался очень коррумпированным и жестоким лидером. Пример Сьерра-Леоне, Эфиопии, Зимбабве и Демократической Республики Конго авторы распространяют и на многие другие страны Африки южнее Сахары: Анголу, Бурунди, Чад, Кот-д'Ивуар, Гану, Либерию, Камерун, Мозамбик, Нигерию, Республику Конго, Руанду, Сомали, Судан, Уганду, а также Непал и Гаити. Эту особо тяжёлую африканскую форму «порочного круга» авторы отождествляют с «железным законом олигархии» Роберта Михельса, когда даже при смене правящих элит экстрактивные институты не только не упраздняются и не ослабляются, но даже больше усиливаются. Авторы отмечают, что это не является безальтернативным путём развития, а вернее — его отсутствия, но экстрактивные институты в странах Африки настолько укоренились, что изменить их будет крайне сложно. Другим примером служат многие бывшие испанские колонии в Латинской Америке, из числа которых авторы подробно рассматривают Гватемалу. В ней энкомьенда и репартимьенто в своей более жёсткой форме мандамьенто существовали долгое время и после обретения независимости, меняя свою форму, но не меняясь по сути, а у власти вплоть до настоящего времени находятся представители всё тех же правящих семей, что были среди элиты и на момент обретения независимости. Опыт Гватемалы авторы распространяют и на многие другие страны Центральной Америки. Третьим примером служит развитие Юга США после Гражданской войны в США, где плантаторам, даже после поражения в войне и отмены рабства, удалось на время частично восстановить экстрактивные институты и ввести режим сегрегации для чернокожего населения. В итоге разрыв в доходах между Югом и Севером США продолжал расти. Изложение этой главы основывается на опубликованных работах авторов; на исследованиях Пола Ричардса, Джона Картрайта, Уильяма Рино, Виктора Девиса по Сьерра-Леоне; на исследованиях Фреда Хэллидея и Максин Молинье, Рышарда Капущинского по Эфиопии; на исследованиях Робина Палмера, Джоселин Александер и Мартина Мередита по Зимбабве; на исследованиях Ральфа Вудворда и Кеннета Грейба по Гватемале; на исследованиях Гэвина Райта, Роджера Ренсома и Ричарда Сатча, Комера Ванн Вудворда по послевоенному Югу США. С примером по Югу США согласились не все рецензенты.

### Анализ экономического развития разных стран
Важность политической централизации показана авторами на примере истории Сомали и Афганистана (также к похожим случаям авторы относят Гаити и Непал, не разбирая их подробно). Разделённое на несколько враждующих кланов общество не может обрести централизованную власть, поскольку это означало бы подчинение всех одному клану, а значит, вожди других кланов потеряли бы своё положение и влияние. Потому, когда один из кланов начинал усиливаться, все другие объединялись против него, и снова наступал баланс сил. В условиях отсутствия политической централизации невозможен даже ограниченный экстрактивный рост, потому общество находится в тупике. В случае Афганистана ситуация неуправляема настолько, что даже обширная международная помощь никак не способна её исправить, поскольку из-за всепроникающей коррупции до конечного адресата (беднейших слоёв населения) доходит в лучшем случае только 10 % от общего объёма, а остальные 90 % идут на поддержание как раз того порядка вещей, который и породил эту бедность. В Уганде ситуация развивалась по такому же сценарию. При описании истории Сомали авторы использовали работы антрополога Иоана Льюса. Для анализа эффекта от международной помощи в Афганистане и Уганде авторы использовали работы Ашрафа Гани и Клэр Локхарт, Ритвы Рейникки и Якоба Свенссона, Уильяма Истерли. Мнение авторов относительно полного краха существующего порядка оказания международной помощи вызвало широкий отклик среди рецензентов, многие из которых призывают международные институты к нему прислушаться.
Изначально все институты во всех странах были экстрактивными. Непродолжительные периоды, в которые в отдельных странах возникали инклюзивные институты, были причиной их экономического подъёма, но слабость первых плюралистических политических институтов позволяла элитам вновь возвращать полный контроль над обществом и разрушать сначала политические, а затем и экономические инклюзивные институты. Так произошло с Венецианской Республикой, которая благодаря институту комменды — прообраза современного акционерного общества — стала ведущей торговой державой Средиземноморья и к началу XIV века одним из двух крупнейших городов Европы, наряду с Парижем. Однако знати удалось сделать членство в парламенте Венеции — Большом совете — наследственным (эти поправки к регламенту известны как итал. «La Serrata» — «закрытие»). Вскоре после этого совет запретил комменду, а в 1314 году началась последовательная национализация торговли. Уже тогда, по мнению авторов, ещё за 200 лет до начала снижения объёмов средиземноморской торговли в связи с захватом Константинополя османами и открытием Америки, приведшим к перемещению основных торговых путей на Атлантику, начался упадок Венеции. Свою позицию авторы обосновывают снижением торгового оборота Венеции и стагнацией, а затем и сокращением её населения на основе исследований Даниэля Пуги и Даниэля Трефлера и Фредерика Лейна. Другим примером раннего развития инклюзивных институтов была Римская республика, где после серии сецессий (от лат. secedo — «ухожу») — забастовок, во время которых горожане покидали город до выполнения свои требований, — плебеи получили право избирать трибуна и принимать регулирующие их жизнь законы. Это, по мнению авторов, дало некоторую гарантию собственности граждан и послужило причиной расцвета морской торговли в республике. Однако Юлий Цезарь силой подчинил себе Рим, после чего он превратился в империю, и начался процесс упразднения республиканских инклюзивных институтов. С этого момента торговая активность существенно снизилась, а империю регулярно сотрясали гражданские войны, например 193 год н. э. известен как «год пяти императоров». Экономический застой ввиду полного отсутствия стимулов у плебеев к торговле, а у рабов — к увеличению производительности труда, постоянная внутренняя борьба за власть в итоге и предопределили упадок и падение Рима. Снижение экономической активности авторы показывают на основе анализа количества кораблекрушений римских кораблей и выводов проекта GRIP относительно активности горного дела в различные периоды времени из работ Кита Хопкинса, Франсуа де Каллатайя и Виллема Йонгмена. Институциональные изменения в Риме авторы показывают на основе работ Мозеса Финли, Питера Бэнга, Брайана Уорд-Перкинса , Адриана Голдсуорси, Арнольда Джонса. Выводы относительно римской экономики были поддержаны рецензентами, а относительно Венеции одни согласны с авторами, а другие всё же полагают, что именно перемещение торговых путей было определяющим фактором.

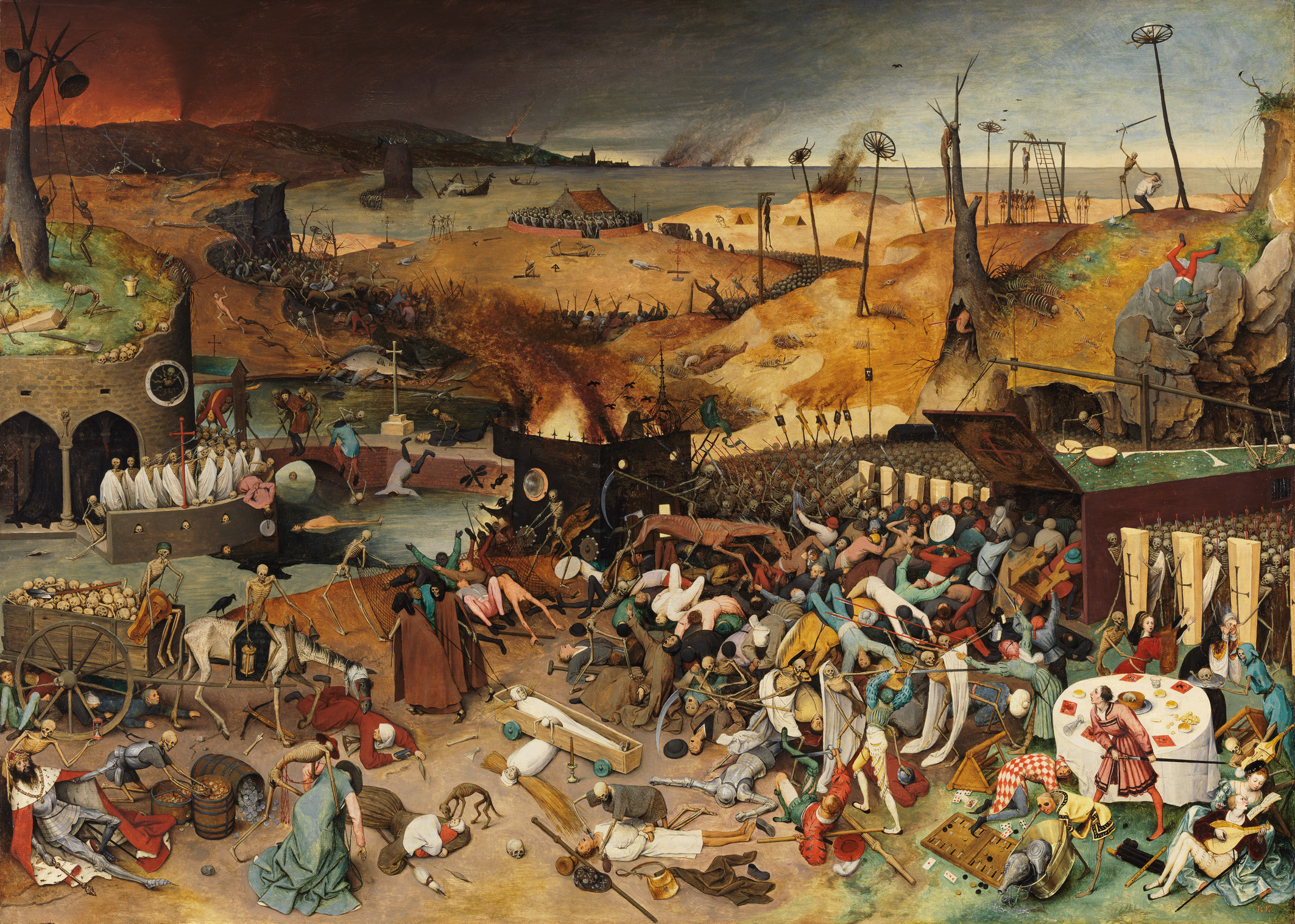
Питер Брейгель Старший, «Триумф смерти»: эпидемия чумы в середине XIV века стала важной точкой перелома, после которой пути Западной и Восточной Европы начали расходиться

Поворотным моментом в истории, после которого появились первые устойчивые инклюзивные институты, по мнению авторов была эпидемия чумы в середине XIV века в феодальной Европе. Она привела к уменьшению численности крестьян, ощущалась нехватка рабочих рук, и появились даже случаи переманивания феодалами крестьян друг у друга. И эта ситуация, по мнению авторов, хорошо иллюстрирует как небольшие изначальные различия при прохождении через «точки перелома» (англ. critical juncture — дословно «критический момент»), какой была эпидемия чумы, могут превратиться в расходящиеся траектории, и со временем страны с некогда схожим уровнем жизни будут всё дальше отдаляться друг от друга. Крепостное право в Западной Европе было немного менее обременительным, чем в Восточной: повинности были чуть меньше, города чуть больше и богаче, а крестьяне чуть более сплочёнными ввиду большей плотности населения и меньшего среднего размера феодального надела. В Западной Европе крестьяне смогли воспользоваться (в том числе и посредством восстаний) ситуацией и существенно ослабить феодальные повинности, что вскоре привело к окончательной отмене крепостного права, после чего Англия, а позже и другие страны Западной Европы встали на путь развития инклюзивных институтов. На Востоке же крестьяне оказались терпеливей к новым тяготам и были хуже организованы, потому землевладельцы смогли усилить феодальный гнёт и вместо ослабления крепостного права там случилось второе издание крепостничества. Исследование влияния эпидемии чумы на социальные институты в Западной и Восточной Европе основывается на работах Дугласа Норта и Роберта Томаса, Роберта Бреннера, Роберта Дюплесси и самого Дарона Аджемоглу.

Жан-Пьер Уэль, «Взятие Бастилии» (1789): промышленная революция ведёт к изменению политических институтов

Помимо постепенного усиления инклюзивных институтов через благотворную обратную связь (что показано на примере США и Великобритании), был и другой, более радикальный путь, по которому пошла Франция. После поражения в Семилетней войне Франции долго не удавалось сбалансировать бюджет, и так же, как это было в 1640 году в Англии, король Людовик XVI решил созвать собрание нотаблей, которое, в свою очередь, решило, что необходимо созвать более представительный орган — Генеральные штаты, включающие представителей всех сословий. В результате депутаты третьего сословия объявили себя Учредительным собранием, которое одним махом отменило всю прежнюю феодальную систему. В ходе наполеоновских войн Франция захватила обширные территории в Европе, осуществила экспорт революции: в завоёванных странах осуществлялись реформы, сходные с французскими. После окончательного поражения Наполеона и последовавшего за ним Венского конгресса многие восстановленные в правах прежние правители попытались вернуть старые порядки, однако теперь они встречали сопротивление, и в большинстве стран Европы установились в той или иной степени инклюзивные институты, открывшие дорогу к индустриализации. Пруссия после поражения при Йене в 1806 году также провела ряд реформ, стимулировавших индустриализацию. Исключениями стали только те страны, которые Франции не удалось завоевать — Австрийская и Российская империи, и страны, в которых контроль Франции был совсем непродолжительным и непрямым (где местную власть продолжали осуществлять старые элиты) — Польша (точнее, Герцогство Варшавское, оказавшееся, кроме Познани и Кракова, по итогам войны в составе России) и Испания. По схожему с французским сценарию события развивались и в Японии в ходе Реставрации Мэйдзи. В ходе войны Босин разбогатевшие на торговле и желавшие изменения политических институтов западные княжества Сацума, Тёсю и Тоса нанесли сокрушительное поражение Сёгунату Токугава, сословная система была отменена, а власть восстановленного в правах императора была ограничена парламентом. И так же, как и в Европе, эти реформы открыли путь для промышленной революции. В своём исследовании по истории экономик Франции и Японии авторы опираются на свои опубликованные работы совместно с Саймоном Джонсоном и Дэвидом Кантони, а также на исследования по истории Японии Масаказу Иваты и Мариуса Янсена.

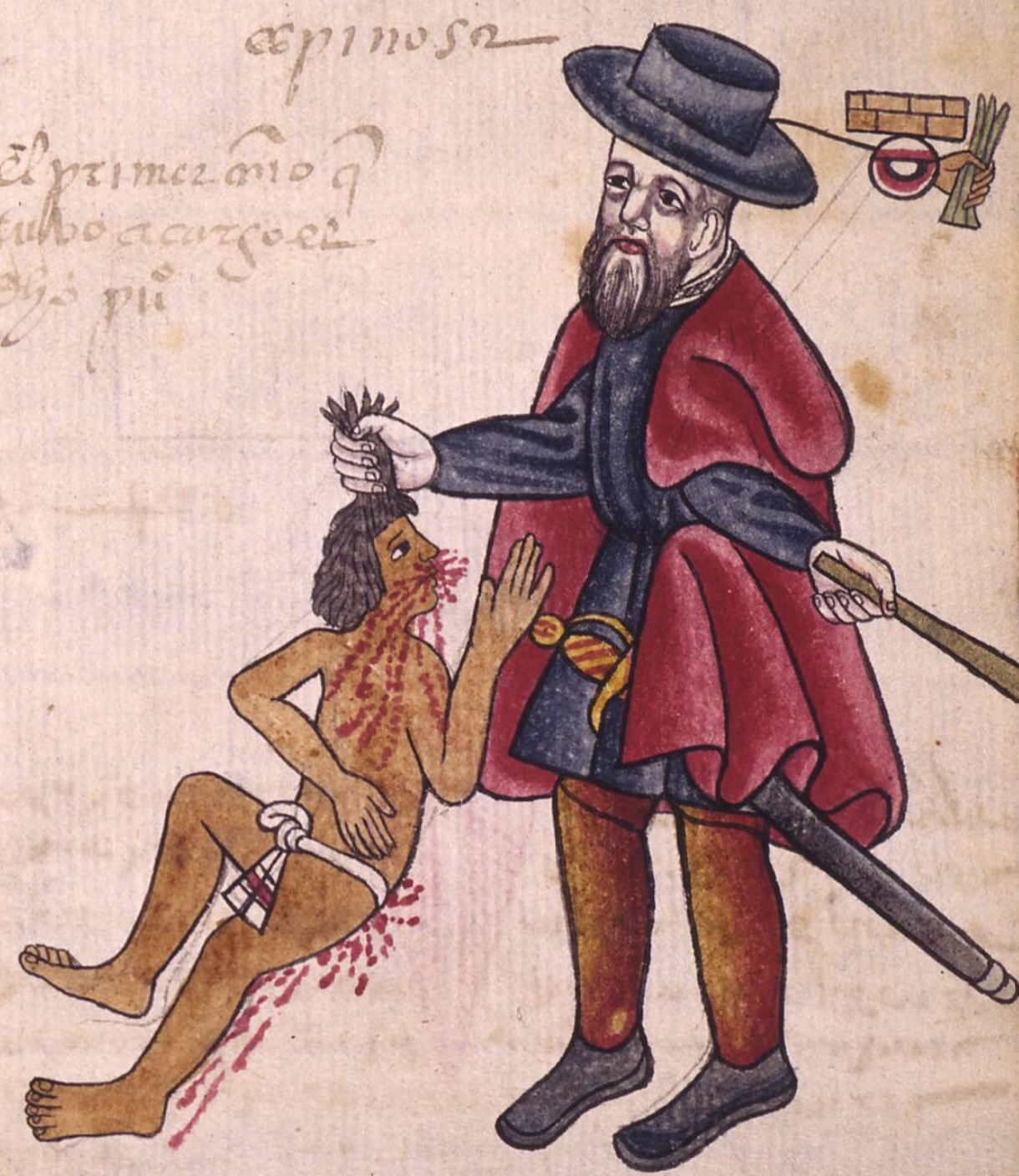
Иллюстрация из Кингсборо (1830): энкомендеро (помещик) наказывает индейца. Вместе с колонизаторами в Латинскую Америку пришло и крепостное право

Однако далеко не всегда воздействие стран Западной Европы на институты завоёванных стран было столь же положительным, как во время Французской революции. Чаще всего они либо устанавливали, либо укрепляли и использовали уже существующие экстрактивные институты, чтобы сосредоточить доходы от экспорта ценных ресурсов колоний в руках колонизаторов. Монополия на экспорт товара принесёт отдельной компании гораздо больше прибыли, чем торговля в условиях конкуренции, и компании (бывшие первыми в истории акционерными обществами), занимавшиеся колонизацией, вели себя как рациональные экономические агенты — устанавливали монополии и максимизировали прибыль. При этом в колониях, в отличие от метрополии, они не были ограничены плюралистическими политическими институтами, которые могли бы им в этом помешать. В результате Голландская Ост-Индская компания силой оружия подчинила себе султанаты Тидоре, Тернате и Бакан, островное государство Амбон и другие сообщества на территории современной Индонезии и не только переняла, но и усилила существовавшие ранее экстрактивные институты: подати и объём принудительных работ были увеличены. Там же, где в силу отсутствия политической централизации воспользоваться уже существующими экстрактивными институтами не получалось, голландцы просто уничтожали местное население, заменяя его рабами из Африки, таким способом выстраивая экстрактивные институты с нуля. В самой же Африке торговля рабами шла задолго до появления там европейцев, однако плантаторы на Карибских островах предъявляли такой большой спрос на рабов, что объёмы работорговли в Африке в XVIII—XIX веках выросли в десятки раз. Такие государства, как Королевство Конго, Ойо, Дагомея и Ашанти, превратились в военные машины по захвату рабов, продававшие их европейцам и взамен покупавшие оружие для совершения новых набегов на соседей и захвата новых рабов. Когда же рабство было запрещено в Британской империи, рабов стали использовать на плантациях в самой Африке, продавая европейцам уже продукты сельского хозяйства. Испанцы в Латинской Америке после покорения местных народов установили крайне экстрактивные институты энкомьенда и репартимьенто, которые были более жёсткой формой крепостного права. Они в большинстве стран не только сохранились после обретения ими независимости, но и усилились, поскольку именно боязнь местных элит того, что принятая Испанской империей Кадисская конституция будет угрожать их привилегиям и доходам, и подтолкнула их к объявлению независимости, которая в конечном счёте позволила сохранить им прежний порядок вещей.
Иначе дела обстояли только в английских колониях в Северной Америке. Англия поздно вступила в колониальную гонку, и все земли, богатые месторождениями золота и серебра, уже были заняты другими (испанцами и португальцами). Ей осталось только побережье Северной Америки, где местное население было малочисленным и воинственным. Единственным способом выжить для колоний было привлечение поселенцев из Англии. Однако они сопротивлялись попыткам установить экстрактивные институты: когда Вирджинская компания пыталась забирать у них большую часть урожая, они уходили с территорий, контролируемых компанией, и обрабатывали землю за её пределами. Низкая плотность населения и обилие свободных земель усложняли установление экстрактивных институтов. И в 1619 году компания была вынуждена пойти навстречу пожеланиям поселенцев: была учреждена Генеральная ассамблея, что означало, что каждый взрослый белый мужчина, обладающий определённым имуществом, теперь мог принимать участие в управлении колонией. Как и в Англии, в США до всеобщего избирательного права было ещё далеко, но первый шаг в этом направлении был сделан, и в дальнейшем инклюзивные институты усиливались через механизм благотворной обратной связи. Впоследствии англичане не раз пытались установить экстрактивные институты, но эти попытки в итоге терпели неудачу. Однако не во всех колониях Великобритании история пошла по такому пути. В Капской колонии начало тоже было достаточно оптимистичным: местные жители, имея возможность получать доходы от продажи сельхозпродукции, активно осваивали и внедряли новые для них технологии земледелия, стремились купить землю в собственность. Племенные вожди, традиционно распределявшие земли внутри общины, сопротивлялись этому процессу, поскольку это грозило переходу к окончательному межеванию земли на частные участки, что означало конец их влиянию. Местные жители оказывали конкуренцию белым фермерам, которые к тому же нуждались в дешёвой рабочей силе. И они в итоге добились решения обеих проблем с принятием Акта о землях коренного населения 1913 года, по которому 87 % земель отошло белым фермерам, составлявшим 20 % населения, а 80 % коренных жителей досталось лишь 13 % земель. В итоге, коренные жители были обречены на нищету, поскольку эта земля не могла их прокормить, и они стали той дешёвой рабочей силой, которой не хватало белым фермерам. Это положило начало «двойственной экономике», основанной на процветании одной части населения за счёт другой, и обретение независимости ЮАР только усугубило ситуацию. Авторы полемизируют с Артуром Льюисом (который и ввёл понятие «двойственной экономики»), утверждавшим, что экономика ЮАР разделена на «современный» и «традиционный» сектора, и если перенести институты современного сектора в сектор традиционный, то он начнёт быстро развиваться. Авторы же утверждают, что корень проблем как раз в том, что процветание «современного» сектора происходит за счёт бедности «традиционного», а институциональные различия между ними не сложились исторически, а были созданы искусственно.
В итоге лишь в США, Канаде и Австралии европейская колонизация способствовала установлению инклюзивных институтов, но даже в этих случаях это происходило вопреки желаниям колонизаторов. Многим странам Азии, Африки и Латинской Америки европейская колонизация принесла огромный вред, и экстрактивные институты, установленные колонизаторами, через механизм порочного круга постоянно воспроизводятся и усиливаются, несмотря на обретение этими странами независимости и последующие смены элит. Изложение последствий европейского колониализма основывается на опубликованных работах самих авторов совместно с Саймоном Джонсоном по истории колонизации Америки, на работах Энтони Рейда, Уилларда Ханна, Кевина О’Рурка и Джеффри Уильямсона по истории Юго-Восточной Азии; на работах Пола Лавджоя, Нейтана Нанна, Джозефа Иникори, Патрика Маннинга по изучению влияния работорговли на страны Африки; на работах Чарльза Гибсона, Питера Бейквелла, Мелиссы Делл, Джона Коатсворта, Стэнли Энгермана и Кеннета Соколоффа по истории Латинской Америки; на работах Эдмунда Моргана, Дэвида Галенсона по колониальному периоду истории США; а также на работах по истории экономики ЮАР Колина Банди, Чарльза Файнштейна, Робина Палмера и Нила Парсонса.

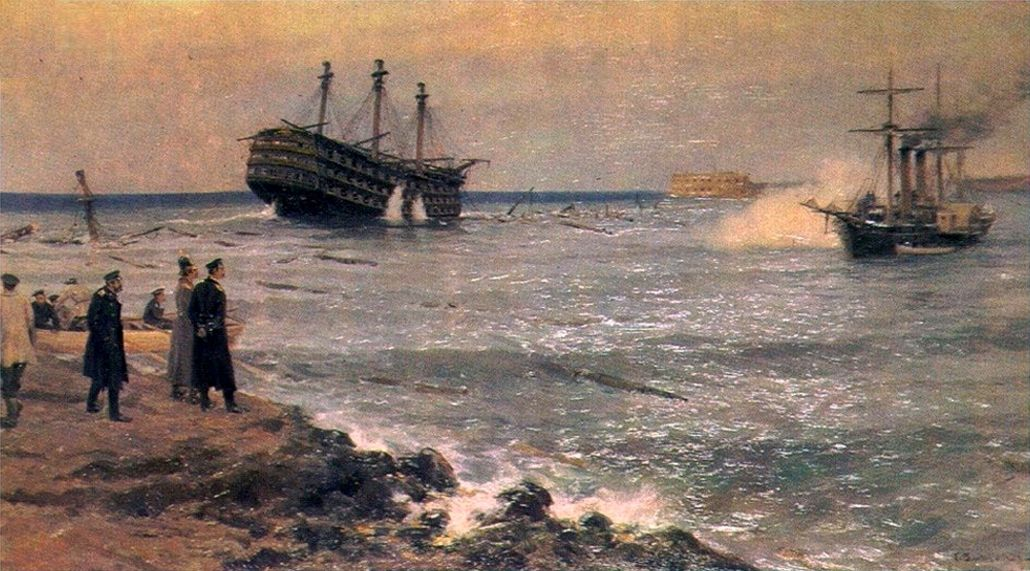
Иван Владимиров, «Затопление кораблей Черноморского флота на Севастопольском рейде 11 сентября 1854 года»: когда корабли во время войны полезней как преграда, нежели в качестве боевых единиц — это тоже результат работы экстрактивных институтов

Экстрактивные политические институты часто сопротивляются проникновению новых технологий (а вместе с ними и экономическому росту), поскольку они могут разрушить монополии, служащие источником власти и дохода действующих элит. Такие случаи авторы рассматривают в восьмой главе. Примерами таких государств являются империя Цин, Османская империя, Австрийская империя, затем ставшая Австро-Венгрией, и Российская империя. В Османской империи книгопечатание было под запретом до 1727 года, когда Ибрагим Мутеферрика получил разрешение установить первый печатный станок в Стамбуле. Однако из-за того, что его типографии, несмотря на официальное разрешение, ставились многочисленные бюрократические препоны, он смог напечатать только 17 книг. Распространение книг могло подорвать влияние исламского духовенства как единственного источника знаний, а элиты Османской империи не хотели терять контроль за распространением знаний, чтобы в страну не начали проникать опасные идеи, могущие подорвать абсолютную власть султанов, пусть даже ценой отсталости и безграмотности населения страны. В Австрийской империи Франц II в 1802 году запретил строительство мануфактур в Вене и импорт фабричного оборудования, поскольку опасался, что рабочие и предприниматели будут угрозой существующим аристократическим элитам. Когда ему представили проект строительства железной дороги, он отказался его реализовывать, поскольку «по этой дороге в страну может приехать революция». Когда же первый рельсовый путь, наконец, был построен в Австрии, он представлял собой дорогу на конной тяге. Аналогичную политику в Российской империи проводил министр финансов Егор Канкрин, разделявший взгляды Николая I. Он передал капитал из Государственного коммерческого банка, который должен был давать кредиты на строительство фабрик, Государственному заёмному банку, выдававшему займы помещикам (под залог крепостных). В 1849 году Николай I ограничил число фабрик в каждом районе Москвы, запрещалось учреждение новых хлопковых и шерстяных мануфактур, а также железоделательных фабрик. Для открытия производства в других областях требовалось специальное разрешение генерал-губернатора. Вскоре хлопкопрядильное производство было прямо запрещено. Так же, как и Франц II, Николай I препятствовал строительству железных дорог, поскольку опасался, что мобильность населения приведёт к распространению опасных идей. В Китае монархи из династии Мин, а затем и из династии Цин запрещали морскую торговлю, в 1436 году даже постройка морских судов была запрещена «Морским запретом». Международная торговля могла обогатить класс купцов, которые со временем неизбежно бы предъявили и политические требования, потому императоры и ограничивали её. Логику действий правителей всех четырёх империй выразил советник австрийского канцлера Клеменса фон Меттерниха Фридрих фон Генц: «Мы вовсе не желаем, чтобы широкие массы стали состоятельными и независимыми… Как бы мы тогда ими правили?» Объединяет все эти империи то, что их императоры объясняли свои действия заботой о стабильности государства, однако как раз стабильность эти государства в итоге и теряли. Последствиями такой политики были отсталость экономики, социальные потрясения и военные поражения: Империя Цин в XIX веке фактически была поделена на «зоны влияния» европейских держав и Японии, схожие с колониями; Османская империя теряла территории на протяжении всего XIX и начала XX века; Австрийскую империю после Венгерской революции от исчезновения спасла только Российская империя. Та, в свою очередь, потерпела очень болезненное поражение в Крымской войне, где её экономическая отсталость проявилась в полной мере: снабжение армии осуществлялось на гужевом транспорте, тогда как в Западной Европе уже была развитая сеть железных дорог, а деревянные корабли столкнулись с железными пароходами. Наконец, и Османская, и Австро-Венгерская, и Российская империи развалились в результате Первой мировой войны. Изложение этой главы основывается на исследованиях Эмили Сэвидж-Смит по Османской империи; на исследованиях Джерома Блума, Германа Фройденбергера, Нахума Гросса по истории Австрийской империи; на исследованиях Александра Гершенкрона, Вальтера Пинтнера по Российской империи; а также на исследованиях по империям Мин и Цин Эдварда Дрейера, Рамона Майерса и Йе-Чиена Вана.
Авторы не отрицают возможность роста при экстрактивных институтах. Наоборот, они считают, что максимальные темпы роста на коротком по историческим меркам промежутке (авторы уточняют, что в их понимании даже 20 лет — все ещё «короткий промежуток») можно показать только при экстрактивных институтах. Однако этот рост не будет устойчивым и не может привести к росту уровня благосостояния до уровня развитых стран. Чаще всего этот рост связан с перераспределением ресурсов (зачастую, насильственными методами) в более продуктивную отрасль. Однако как только эффект от перераспределения заканчивается, экстрактивный рост выдыхается, поскольку у работников нет стимулов к увеличению производительности труда, что объясняет в том числе и так называемую «ловушку среднего дохода». Кроме того, эти институты способствуют концентрации огромных богатств и неограниченных полномочий в руках узкого круга лиц, потому вскоре появляются желающие сместить этот круг, чтобы занять их место. И с течением времени таких желающих становится все больше. И потому такие институты создают почву для конфликтов, которые могут даже перерасти в гражданскую войну, что совсем не редкость в странах Африки южнее Сахары. По словам авторов:

Кроме того, условия, при которых экономический рост может сочетаться с экстрактивными институтами, по своей природе очень хрупки. Они могут быть разрушены конфликтами, которые всегда сопровождают работу экстрактивных институтов. На самом деле, экстрактивные политические и экономические институты всегда способствуют конфликтам, поскольку концентрируют огромную власть и все доходы в руках узкой группы. Если другая группа сможет одержать победу в схватке, вся власть и все ресурсы достанутся ей. Соблазн велик. Поэтому <…> борьба за контроль над абсолютистскими политическими институтами, обеспечивающими полную, неограниченную власть, тлеет постоянно и периодически разгорается, перерастает в гражданскую войну, приводит к смене режима, а иногда даже к полному краху и развалу страны. Одним из следствий этого является то, что даже если в условиях экстрактивных институтов и удастся достичь некоторого уровня централизации, это все равно ненадолго.

Свою позицию авторы иллюстрируют примерами истории цивилизации майя и королевства Куба. В условиях работы экстрактивных институтов их вождям удалось добиться централизации власти, установить систему законов и сбора налогов и мобилизовать население на реализацию масштабных проектов: майя провели масштабные ирригационные работы, позволившие улучшить урожайность, а бушонги внедрили интенсивный цикл севооборота, стали выращивать новые культуры (кукурузу, маниоку и красный перец) и продавать их европейцам, и в итоге и те, и другие стали жить существенно лучше своих географических соседей. Однако в обоих случаях вожди забирали себе большую часть доходов, потому обычные граждане не были заинтересованы во внедрении инноваций и повышении производительности труда, и дальнейшего экономического роста не происходило. Неравенство с течением времени только росло и порождало конфликты. Города майя вскоре начали бесконечные войны друг с другом, которые в конце концов привели к снижению уровня жизни, внутренним конфликтам за власть, в результате чего централизованная власть разрушилась, ирригационные сооружения пришли в запустение и города опустели. Королевство Куба же закончило своё существование, когда до него добрались солдаты бельгийских колониальных войск и присоединили его территорию к «Свободному государству Конго», бывшему фактической колонией Бельгии. Особенности экстрактивного экономического роста обсуждаются в работе Дарона Аджемоглу. Исследование истории королевства Куба основывается на работах Мэри Дуглас и Яна Вансины; исследование истории цивилизации Майя — на работах Саймона Мартина и Николая Грубе, Дэвида Вебстера, Энн Коринн Фретер и Нэнси Гонлин, Рэймонда Сидриса и Райнера Бергера.
Более поздним примером подобного типа роста были Карибские острова в XVI—XVIII веках: Британская Вест-Индия, Французская Вест-Индия, Голландская Вест-Индия, Сан-Доминго и Куба. На всех Карибских островах большую часть населения составляли привезённые из Африки рабы, работавшие на плантациях. Плантаторы использовали все сельскохозяйственные земли для выращивания сахарного тростника, и доход на душу населения в этих колониях был одним из самых высоких в Америке, правда, распределялся он в основном среди плантаторов. Когда же цены на сахар упали, то экономика Карибских островов начала стагнировать. При анализе истории экономики островов Карибского региона использовались работы Ричарда Данна.

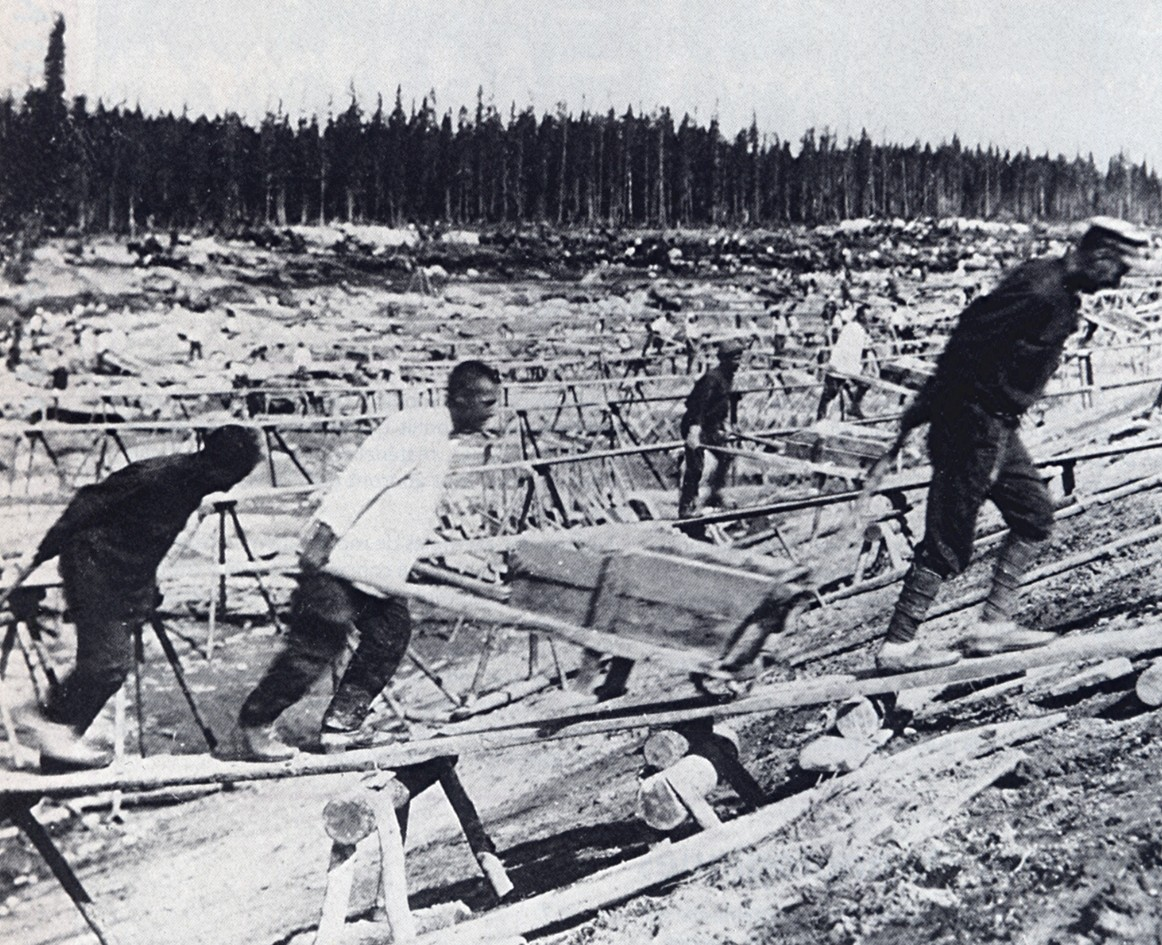
Заключённые ГУЛАГа на строительстве Беломорканала — и в XX веке суть экстрактивных институтов оставалась неизменной

К этой же категории авторы относят и экономический рост в СССР, начиная с того момента, когда политические экстрактивные институты устранили последние инклюзивные экономические институты (сворачивание НЭПа). Экономика территорий рухнувшей Российской империи была истощена Первой мировой войной и последовавшей за ней Гражданской войной, в ходе которых часто практиковались продразвёрстки, лишившие крестьян малейших стимулов (и возможностей) к увеличению производительности труда, а уж тем более к его механизации. Большинство населения СССР жило в деревнях, где в силу описанных причин сельское хозяйство было крайне неэффективным. Советская промышленность тоже была организована не самым лучшим образом, у предприятий тоже не было стимулов к повышению производительности труда, но за счёт заимствования западных технологий производительность труда в промышленности была всё же выше, чем в немеханизированном сельском хозяйстве. Суть советской индустриализации заключалась в принудительном перемещении трудовых ресурсов из сельского хозяйства в промышленность, а населения — из деревень в города. Благодаря тому, что в тоталитарном государстве это перемещение можно осуществлять быстро и жестоко, не считаясь с возможными жертвами или недовольством, темпы роста экономики СССР были настолько впечатляющими, что ослепили даже лауреата Нобелевской премии по экономике Пола Самуэльсона, утверждавшего в учебнике по экономике 1961 года, что СССР превзойдёт США по уровню национального дохода на душу населения в период с 1984 по 1997 год. В издании 1980 года прогноз был скорректирован на 2002—2012 годы. Но, как и в более ранних случаях экстрактивного роста, чуда не произошло, потому что подобный рост всегда имеет естественные ограничения. Потенциал перемещения рабочей силы из сельского хозяйства в промышленность, а населения, соответственно, — из деревень в города был не бесконечен: к концу 1970-х годов численность городского населения СССР в промышленно развитых республиках вплотную подошла к 70 %, и рост практически остановился. Руководители СССР понимали, что без стимулов к повышению производительности труда экономика рано или поздно зайдёт в тупик, и регулярно пытались такие стимулы создать. Сталин увеличил разницу в оплате в зависимости от квалификации и ввёл премирование за ударный труд, а руководителям выплачивались премии за выполнение плана. Но это не стимулировало внедрение технологических инноваций, а даже наоборот: предприятия стремились всеми силами выполнить текущее задание, а обновление технологий требовало отвлечения средств. К тому же плановые показатели на текущий год устанавливались в процентах от достигнутого в прошлом году. Потому было важно не переусердствовать, иначе план на следующий год мог оказаться неподъёмным. И работники, и предприятия в целом были сосредоточены исключительно на текущих показателях, тогда как инновации означают некоторые траты сегодня, чтобы получить отдачу потом (и то, с некоторой вероятностью). Стимулы плановой экономики не могли должным образом заменить рыночные стимулы: когда план по прокату стального листа задавался в тоннах, лист делали слишком толстым и тяжёлым, когда в квадратных метрах — то, наоборот, слишком тонким, но в обоих случаях план формально был выполнен. Когда план по люстрам также задавался в тоннах, их делали такими массивными, что они едва держались на потолке. Позже, в рамках экономической реформы Косыгина, предприятиям разрешили оставлять часть прибыли у себя и самостоятельно распределять её. Однако цены в плановой экономике были слабо связаны с реальной стоимостью товаров и услуг, а потому реально оценить стоимость инноваций было невозможно. Поскольку премиальный фонд не мог превышать определённой доли общего фонда заработной платы, то и снижать этот фонд предприятия не хотели. А значит, не было стимулов к механизации и автоматизации труда, которые неизбежно ведут к сокращению персонала. Помимо этого, использовались аверсивные стимулы и принудительный труд. Серия законов устанавливала уголовную ответственность за недобросовестный труд, а множество заключённых ГУЛАГа потом использовались в качестве бесплатной рабочей силы при реализации масштабных инфраструктурных проектов, но в итоге и это не помогло. То, что СССР так и не удалось создать эффективную систему стимулов к повышению производительности труда, связано не с несовершенством схем поощрения, которых в СССР опробовали великое множество, а с тем, что такая система в принципе невозможна в условиях тотальной монополии КПСС на власть. Чтобы выстроить такую систему, необходимо отказаться от экстрактивных экономических институтов, а это неизбежно ведёт к угрозе и существующим политическим институтам. И стоило Горбачёву ослабить экстрактивные политические и экономические институты, как сразу рухнула власть КПСС, а за ней и сам СССР. При исследовании истории экономики СССР авторы использовали работы Роберта Дэвиса и Стивена Уиткрофта, Джозефа Берлинера, Пола Грегори и Марка Харрисона, Дэвида Леви и Сандры Пирт.

### Анализ институционального устройства современных стран
Важным фактом для понимания экономики современного Узбекистана является то, что его первый президент Ислам Каримов бессменно правил страной ещё со времён Узбекской ССР. Неудивительно, что он не только сохранил, но и усилил институты, оставшиеся ещё с советских времён. Как и во многих странах Африки южнее Сахары, фермеры вынуждены были продавать ключевую экспортную культуру — хлопок — государству по ценам намного меньше мировых. В таких условиях у фермеров не было никаких стимулов к повышению урожайности и механизации сельского хозяйства. В этой ситуации Каримов поступил точно так же, как и многие его авторитарные предшественники: ввёл принудительный труд. Но если в СССР это были заключённые, то Каримов обязал собирать хлопок школьников, благо сезон сбора хлопка как раз совпадает с началом учебного года и длится два месяца, а образованные граждане авторитарным режимам совсем не нужны. Формально труд школьников даже оплачивался: в день за дневную норму (от 20 до 60 кг) им платили 0,03 доллара США, при мировой цене в районе 1,4 доллара за килограмм. Естественно, такие архаичные для XXI века экстрактивные экономические институты нуждались в столь же экстрактивных политических. Все СМИ в Узбекистане контролируются государством. Выборы президента Узбекистана авторы сравнивают с выборами в СССР, степень абсурдности и неконкурентности этого процесса иллюстрирует тот факт, что в 2000 году единственный конкурент действующего президента Абдулхафиз Джалалов заявил, что сам голосовал за Каримова. Реальная оппозиция жестоко подавляется, что показал расстрел демонстрантов в Андижане в 2005 году. Авторы с сожалением отмечают, что пример Узбекистана — не исключение, он типичен для многих азиатских республик бывшего СССР. При анализе экономики Узбекистана авторы использовали работы Дениз Кандиоти.
Иначе с точки зрения формы обстоят дела в Латинской Америке. Там страны давно имеют конституцию, регулярно проводятся выборы (иногда прерываемые военными переворотами), но и там главенствуют экстрактивные институты. В Колумбии многие политики, в том числе и Альваро Урибе, выигрывали выборы за счёт договорённостей с нелегальными вооружёнными формированиями, занимающимися наркоторговлей, а затем боролись с этими формированиями лишь на словах, платя услугой за услугу. В Аргентине со времён Хуана Перона практиковалась покупка голосов избирателей. Когда президент Карлос Менем столкнулся с ограничением количества президентских сроков, он просто переписал конституцию (которую в Аргентине меняют довольно часто) и избавился от ограничения. Всё это свидетельствует об очень слабом влиянии общества на принимаемые лидерами решения, потому было неудивительно, когда правительство просто забрало у населения 3/4 валютных сбережений, девальвировав песо в четыре раза и принудительно обменяв доллары на счетах граждан по старому курсу. Таким образом, при формальном соблюдении демократических процедур реальные плюрализм и гарантии прав собственности в большинстве стран Латинской Америки отсутствуют. Анализ экономик стран Латинской Америки опирается на работы авторов совместно с Рафаэлем Сантосом и Исайей Чавесом, также были использованы работы Маурисио Ромеро, Хуаниты Леон, Клаудии Лопес Эрнандес.
Рассматривают авторы и экономику КНР. В 1983 году, после того как Дэн Сяопин окончательно избавился от сторонников Хуа Гофэна в высших эшелонах власти, была принята «система ответственности хозяйств», предусматривающая введение экономической мотивации для крестьян. Ещё через два года была отменена обязательная продажа зерна государству по фиксированным ценам, вместо неё была введена договорная система. Городским предпринимателям также были разрешены некоторые виды деятельности с целью получения прибыли. Были выбраны 14 «открытых городов» для привлечения иностранных инвестиций. Уже в 1984 году зерна было выращено на треть больше, чем в 1978-м, хотя число занятых в сельском хозяйстве снизилось. Постепенно экономические стимулы были введены и на предприятиях, управляемых государством. Отдавая должное тому, что Китаю удалось вырваться из порочного круга, авторы тем не менее отмечают, что его рост по-прежнему происходит в условиях экстрактивных политических институтов, хотя институты экономические уже в значительной степени стали инклюзивными. Высокие темпы роста Китаю удалось показать потому, что за время «культурной революции» страна очень сильно отстала, как в своё время и СССР, и многое можно было наверстать простым заимствованием технологий. Однако в дальнейшем потенциал догоняющего роста будет исчерпан, и тогда Китай встанет перед необходимостью углубления реформ и в политическом направлении:

Китай, Россия и некоторые другие авторитарные режимы, переживающие в настоящий момент определённый экономический рост, через некоторое время упрутся в потолок этого роста и не преодолеют его, пока не трансформируют свои политические институты в более инклюзивном направлении — то есть пока их властные элиты не захотят это сделать или пока не возникнет сильная оппозиция, которая заставит элиты это сделать.

При исследовании экономики современного Китая авторы использовали работы Гарри Хардинга, Родерика МакФаркуара и Майкла Шенхалса, Ричарда Макгрегора, Филипа Пана. Пример Китая разделил рецензентов: одни поддержали точку зрения авторов, другие высказывали критику и скептицизм в отношении замедления темпов роста экономики Китая. В более поздних публикациях отмечается, что предсказанное замедление экономики Китая всё же произошло, однако темпы её роста по-прежнему выше, чем у развитых стран, потому вопрос о том, сможет ли Китай (пусть и намного медленней, чем полагали в начале 2010-х годов) при экстрактивных политических институтах догнать развитые страны, пока остаётся открытым. Развивая мысль авторов, Христя Фриланд в книге «Плутократы» отмечает, что росту в условиях экстрактивных политических институтов в Китае и Индии способствовал технологический прогресс западных стран, позволивший разделить разные этапы технологических цепочек на большие расстояния. Это позволяет многим странам Азии демонстрировать рост за счёт дешёвой стоимости рабочей силы и переноса простых этапов производства туда, хотя труд в этих странах был дешёвым и, например, в 1950-х годах, но тогда он никому не был нужен, поскольку всё производство было сосредоточено в одном месте. Соответственно, чем выше уровень жизни в этих странах, тем медленнее будет их рост, и догнать западные страны по уровню жизни только за счёт переноса простейших этапов производства у них не получится.
К современным историям успеха авторы относят Ботсвану. Эта страна вполне могла разделить участь других стран Чёрной Африки, особенно когда «Британская Южно-Африканская компания» Сесила Родса в 1889 году обозначила свои притязания на Бечуаналенд, как раньше называлась страна. Однако в 1895 году трём вождям (Кхаме III из племени Нгвато, Себеле I из племени Квена и Батоену I из племени Нгвакетсе) местных племён удалось убедить Джозефа Чемберлена ввести там прямое британское правление, тем самым защитив их от Родса. Благодаря этому, тсвана, в отличие от многих других колонизированных европейцами народов, удалось сохранить свои институты, в частности кготла — принятие решений не вождями единолично, а на общем собрании взрослых мужчин племени. В честь этого путешествия трёх вождей в 2005 году в Габороне был построен памятник Трём дикгоси. В дальнейшем, при проходе через «точку перелома» — обретение независимости, это сыграло свою роль в том, что лидеры новой независимой Ботсваны, Серетсе Кхама и Кветт Масире, не обладали такими же авторитарными наклонностями, как Сиака Стивенс или Роберт Мугабе, поскольку привыкли решать все ключевые вопросы на кготла. Они не стали пытаться устранить друг друга ради неограниченной власти, а занялись построением инклюзивных институтов. Когда в 1970-х года в Ботсване были обнаружены алмазы, они не стали источником обогащения элиты, а следовательно, предметом борьбы и причиной гражданских войн, как это случилось в других странах Чёрной Африки, а послужили для развития образования и инфраструктуры. Если на момент обретения независимости в 1966 году Ботсвана была одной из беднейших стран мира, в которой было всего 12 километров дорог с твёрдым покрытием и 22 человека с высшим образованием, то сейчас это страна с самым высоким благосостоянием в Чёрной Африке: её ВВП на душу населения больше, чем у некоторых европейских стран (например, Сербии и Черногории). Исследование экономики Ботсваны опирается на опубликованные работы авторов совместно с Саймоном Джонсоном, а также на работы Кларка Лейта, Исаака Шапера, Нила Парсонса, Уильяма Хендерсона и Томаса Тлоу. Пример Ботсваны также разделил рецензентов: одни его поддержали, другие посчитали спорным.
Обобщая опыт различных стран, авторы в пятнадцатой главе отмечают, что возможность преобразования экстрактивных институтов в инклюзивные зависит от множества сопутствующих факторов. Во-первых, от степени экстрактивности институтов. Чем больше возможностей и средств в распоряжении правящих групп в подавлении любой оппозиции вплоть до тирании, тем сложнее развитие в сторону инклюзивных институтов. Во-вторых, необходимо наличие определённого уровня централизации, без которого при смене власти может наступить хаос. В-третьих, существование институтов, которые хотя бы номинально могли бы представлять противовес правящим элитам, повышает шансы на успех. В Европе Нового времени такими институтами стали парламенты. В-четвёртых, критическим условием является образование широкой социальной коалиции, которая представляет разные слои и группы общества. Такая коалиция гарантирует, что любая узкая группа в пределах коалиции не будет в состоянии установить экстрактивные институты, так как такие действия будут остановлены другими участниками коалиции. Простая замена старой элиты на новую не работает — в этом случае будет иметь место «железный закон олигархии». Авторы отмечают, что причины, по которым в одних случаях удаётся сформировать широкую социальную коалицию, а в других — нет, остаются мало изученными. В-пятых, необходимы институты, координирующие протестные действия, чтобы управление не смогла перехватить часть элиты, которая, заменив персоналии, оставила бы прежней суть институтов. В современном мире их роль часто играют социальные сети.

### Критика конкурирующих теорий

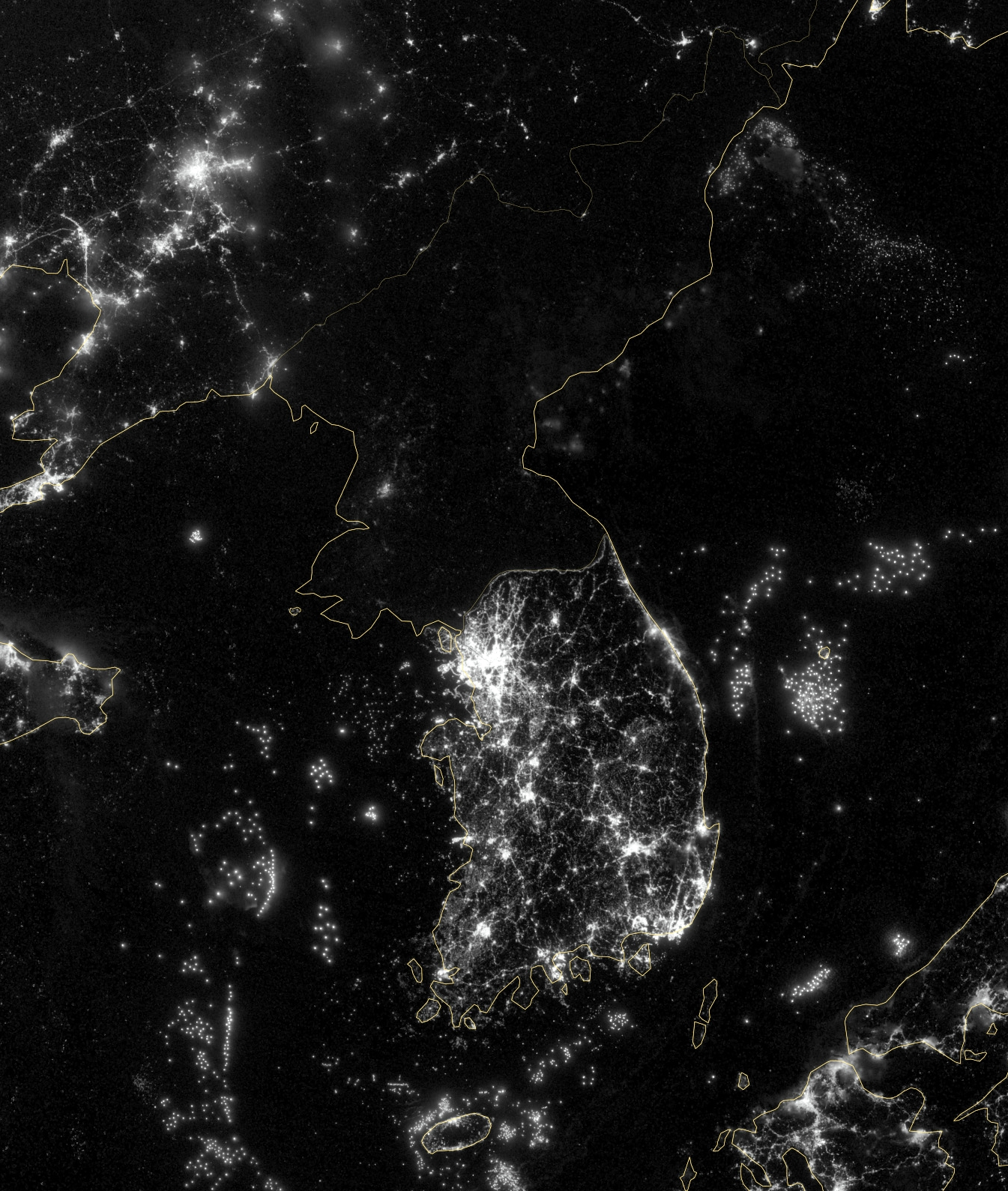
Вид со спутника на корейский полуостров ночью — прекрасная иллюстрация того, что ни география, ни климат, ни генетика, ни культура, ни религия не объясняют, почему одни страны богатые, а другие бедные

Во второй главе, названной «Теории, которые не работают», авторы рассматривают альтернативные теории, объясняющие международное неравенство, и показывают их неправоту на примерах различных стран. Авторы неоднократно публиковали эмпирические исследования (совместно с Саймоном Джонсоном), показывающие, что среди разнообразных факторов именно воздействие институтов оказывает наибольшее влияние на уровень благосостояния при объяснении межстрановых различий.

#### Географические теории
Географическая теория утверждает, что различия в географическом положении определяют различия в уровне благосостояния стран. Большинство бедных стран расположены близ экватора, а богатых — в умеренных широтах. Таким образом, жаркий климат (а также тропические болезни и неплодородные почвы) приводит к бедности. Среди активных сторонников этой теории авторы упоминают Джеффри Сакса. В качестве опровержения этой теории авторы приводят недавние экономические успехи Сингапура, Малайзии и Ботсваны, расположенных в жарком климате. Также авторы приводят примеры стран со схожими климатическими условиями, но очень разным уровнем жизни: граница США и Мексики, КНДР и Республика Корея, ФРГ и ГДР. К тому же авторы отмечают, что до прихода испанских конкистадоров в Америку уровень жизни в тропических широтах там был существенно выше, чем в умеренных. Другая версия географической теории принадлежит Джареду Даймонду. В его интерпретации причина различий состоит в том, что пригодные для одомашнивания растения и животные неравномерно расположены по Земле, потому там, где плотность этих животных и растений была выше, сельское хозяйство было более интенсивным. Авторы утверждают, что такой подход не объясняет, почему в современном мире, когда технологии гораздо доступней, одни страны перенимают их и развиваются, другие же остаются бедными, а также почему некоторые страны, долгое время пребывавшие в стагнации, вдруг начинают расти. Также авторы приводят карту исторических ареалов предков одомашненных растений и животных, из которой следует, что они были распространены по всей Евразии, но при этом уровень жизни в Европе и Средней Азии очень существенно отличается.

#### Теории культурного и этнического влияния
Другая группа теорий связана с влиянием культуры. Например, Дэвид Лэндис полагал, что успех Европы и Северной Америки объясняется уникальным набором культурных установок европейцев, побуждающих их усердно трудиться, сберегать и делать инновации. Дэвид Фишер делал похожие заключения, но уже относительно исключительно британской культуры. Эту теорию авторы также опровергают примерами стран с общей культурой и историей, но совершенно разным уровнем жизни: граница США и Мексики, КНДР и Республика Корея, ФРГ и ГДР. Относительно влияния протестантской этики, с которой Макс Вебер связывал успешность первых капиталистических стран — Нидерландов и Великобритании, — авторы отмечают, что затем их путь повторили и католические страны Западной Европы, а успех стран Восточной Азии вообще не может быть связан ни с какой из форм христианства.
Теория об успешности стран с преимущественно европейским населением опровергается, с одной стороны, такими примерами, как Аргентина и Уругвай, которые не успешны несмотря на европейские корни населения, и такими странами, как Япония и Республика Корея, которые успешны несмотря на отсутствие европейского населения, с другой.

#### Теории о невежестве
Теорию о невежестве, заключающуюся в том, что правители беднейших стран просто не знают, что им нужно делать для процветания, авторы иллюстрируют на примере истории Ганы времен Кваме Нкрумы и Кофе Бусиа, показывая, что политика, которая может со стороны показаться «невежественной», на самом деле является сознательной, и её целью является поддержка лояльных групп и удержание власти в стране даже ценой кризиса платежного баланса, за которым последовали резкая девальвация национальной валюты и гиперинфляция.

#### Модернизационные теории
Критикуется также и модернизационная теория Мартина Липсета, утверждающая, что экономический рост способствует демократизации общества. В случае Китая экономический рост сам по себе не привёл ни к каким изменениям в политической системе, и если они и произойдут, то только в результате борьбы. Но ещё нагляднее это видно на примерах стран, экономика которых росла в период высоких цен на нефть: Саудовской Аравии, России, Венесуэлы, Габона, Экваториальной Гвинеи. Во всех этих странах за период роста не только не случилось перехода к демократии, а наоборот, степень экстрактивности политических институтов только возросла. И как только цены на нефть упали, во всех этих странах рост сразу прекратился. В опубликованных работах авторов подробно разбираются многочисленные примеры, свидетельствующие, что эта теория также не работает.

## Отзывы и рецензии
Книга вызвала большой отклик в научном сообществе, множество известных экономистов оставили на неё рецензии и отзывы. В предисловии к англоязычному изданию положительные отзывы оставили лауреаты Нобелевской премии по экономике Гэри Беккер, Питер Даймонд, Роберт Солоу, Майкл Спенс, Кеннет Эрроу, а также Саймон Джонсон, Джоэль Мокир, Иэн Моррис, Дэни Родрик, Стивен Пинкус, Скотт Пейдж, Нил Фергюссон, Фрэнсис Фукуяма и Роберт Штроц.
Реакция на книгу была преимущественно положительной, рецензенты практически единогласно признали книгу одной из важнейших в области экономического развития и глобального неравенства, отмечали глубину анализа и богатство исторических примеров.
Вместе с тем, был высказан и ряд замечаний. Джаред Даймонд, а затем Мартин Вольф и Джеффри Сакс отметили недооценку географического фактора. Сами авторы разобрали их аргументы в ответе Джеффри Саксу.
Арвинд Субраманьян, а затем Фрэнсис Фукуяма и Джеффри Сакс отмечали несоответствие темпов роста экономики Китая теории авторов. Авторы не согласились с тем, что в этом есть противоречие, и наиболее подробно изложили свою позицию в ответе Арвинду Субраманьяну.
Также отмечались отдельные неточности в исторических примерах, то, что авторы практически не коснулись роли международных финансовых организаций, таких, как МВФ или Всемирный банк. Однако подавляющее число рецензентов рекомендовало книгу к прочтению всем, кто интересуется проблемами глобального неравенства и экономического развития.

### The Economist
Журнал The Economist в своей рецензии согласился с большинством исторических примеров в книге, критически отметив только недооценку роли идеалов Просвещения во Французской революции и подход к истории Ботсваны. Авторы рецензии отмечают, что в том, что в этой стране относительно высокий ВВП на душу населения, немалую роль играет развитая промышленность и небольшое население. В противовес многочисленным примерам негативного воздействия европейских стран на экономику остального мира (особенно, в эпоху колониализма), приведённым в книге, авторы рецензии приводят и примеры позитивного влияния: стимулирование проведённых реформ в странах Восточной Европы посредством обещания (позже выполненного) за их проведение членства в ЕС. Оценивая книгу положительно, авторы рецензии заключают, что простых рецептов изменения институтов не существует, это изменение невозможно спровоцировать извне, и потому бремя ответственности за отсутствие реформ лежит в существенно большей степени на жадных и эгоистичных лидерах стран третьего мира, нежели на развитых странах.

### Financial Times
Мартин Вольф в рецензии Financial Times отмечает, что довольно сложно себе представить, что промышленная революция могла бы начаться в Великобритании, не будь у неё выхода к морю, водопроводной воды и месторождений угля и железа. То есть, по его мнению, географический фактор всё же играет определённую роль. Но при этом книга поднимает три важных вопроса. Во-первых, чего можно добиться внешней помощью развивающимся странам в условиях авторитарных политических режимов? В этом вопросе Вольф солидарен с авторами книги: без жёсткого контроля такая помощь лишь обогатит элиту этих стран. Во-вторых, есть ли угроза демократическим институтам в развитых странах? В-третьих, как долго может продолжаться рост экономики Китая в условиях экстрактивных политических институтов? Вольф заключает, что «это интеллектуально богатая книга, поднимающая важные вопросы, и она должна быть прочитана широкой аудиторией».

### The Independent
Питер Форбс в рецензии для The Independent отмечает, книга преуспела в том, чтобы системно представить историю человечества от древнейших времён до современности. Соглашаясь с выводами авторов, Форбс тем не менее выражает обеспокоенность последними тенденциями в экономиках США и Великобритании, которые, по его мнению, могут привести к «рецидиву» экстрактивных институтов. Также он отмечает пробел в книге — отсутствие анализа политики США в отношении Южной Америки и её влияния на укрепление экстрактивных институтов, в частности, доктрины Монро, высадки в заливе Свиней, никарагуанских «контрас», сотрудничества ЦРУ и Пиночета и т. д. Книгу можно применять в областях, «выходящих за рамки её первоначального круга ведения», в частности, при ответе на вопрос, почему борьба против наркомафий закончилась провалом, заключает Форбс.

### The Wall Street Journal
Далибор Рохак в рецензии для The Wall Street Journal отмечает, что в книге убедительно показано, что институты оказывают существенно бо́льшее влияние на межстрановые различия в уровне жизни, нежели география или культура. Впечатление от книги у рецензента исключительно положительное. «Книга „Почему одни страны богатые, а другие бедные“ — великолепный образец академического исследования и витрина строгой экономической науки», — заключает Рохак.

### The Washington Post
Уоррен Басс в рецензии для The Washington Post написал, что «можно было бы ожидать, что книга, повествующая о глобальном неравенстве, будет мрачным, а местами даже вызывающим оцепенение чтением, но это не так: она амбициозная, бодрящая и в конечном итоге обнадёживающая, возможно, её даже можно назвать шедевром». Он отметил, что книга изобилует историческими примерами, и потребовалось бы немало времени, чтобы все их проверить. В качестве недостатка он указал, что авторы чересчур строги к Османской империи, называя её «крайне абсолютистской», в то время как представители религиозных меньшинств в ней пользовались значительно бо́льшими правами, нежели в европейских странах. Также он увидил некоторую нерешительность и туманность авторов в рекомендациях современным странам по укреплению инклюзивных институтов. Но в целом впечатление от книги крайне положительное. «Для книги, повествующей о мрачной науке и бедствиях, „Почему одни страны богатые, а другие бедные“ — удивительно увлекательное чтение. Это во всех смыслах большая книга», — заключает Басс.

### Джордж Акерлоф
Джордж Акерлоф в своём положительном отзыве сравнивает книгу с «Исследованием о природе и причинах богатства народов» Адама Смита и предрекает ей столь же высокую популярность спустя многие годы благодаря «такой же проницательности и широкой исторической перспективе».

### Нэнси Бёрдсолл
Нэнси Бёрдсолл в рецензии, опубликованной в Finance & Development, отмечает, что многие вопросы о том, почему в одних странах инклюзивные институты смогли развиться, а в других — нет, остались без ответа. Тем не менее она отмечает широкий спектр исторических примеров. В заключение Бёрдсолл отмечает, что книга провоцирует здоровый скептицизм в отношении эффективности международной помощи развивающимся странам, и потому её следует прочитать всем, кто изучает проблемы развивающихся стран (а тем более тем, кто принимает решения по этому вопросу): активистам, студентам, учёным, чиновникам.

### Джаред Даймонд
Сначала Джаред Даймонд оставил о книге короткий положительный отзыв: «Великолепное чтение! Я проглотил эту книгу на одном дыхании, но возвращаюсь к ней снова и снова».
Затем он рассмотрел её более подробно в рецензии, опубликованной в The New York Review of Books, где отметил, что авторы концентрируются исключительно на институтах, игнорируя другие факторы, например, географию. «Если хорошие политические институты обеспечивают устойчивый экономический рост, то что же определяет появление этих институтов?» — спрашивает Даймонд. Сам Даймонд увязывает появление таких институтов с климатическими условиями, которые, по его мнению, в конечном счёте и оказывают решающее влияние на траекторию развития стран. Но в заключение он отмечает, что «книга „Почему одни страны богатые, а другие бедные“ должна быть обязательной к прочтению для политиков и всех, кто как-то связан с вопросами экономического развития».

### Саймон Джонсон
Саймон Джонсон в рецензии, опубликованной в The New York Times, рассматривает идеи, изложенные в книге, с позиций либертарианства. В то время как Аджемоглу и Робинсон относительно оптимистичны в отношении перспектив экономики США, хотя и выражают беспокойство увеличивающимся неравенством, Джонсон более пессимистичен из-за относительно возрастающей роли корпораций в экономике и политике. Но в остальном он разделяет мнение авторов относительно решающей роли институтов в поддержании устойчивого экономического роста и называет книгу «важной».

### Уильям Истерли
Уильям Истерли в рецензии, опубликованной в The Wall Street Journal, в целом поддержал тезис об определяющей роли политических институтов для перехода к устойчивому развитию, но раскритиковал ряд исторических примеров. В частности, он отметил, что близость к центрам работорговли была как минимум не единственной причиной упадка Королевства Конго, а упадок Венецианской республики связан не только с переходом к экстрактивным институтам, но и с упадком средиземноморской торговли после захвата Константинополя османами и перемещением основных торговых путей на Атлантику. В заключение, он отмечает, что «книга „Почему одни страны богатые, а другие бедные“ является жизненно необходимой на современном историческом этапе».

### Пол Кольер
Пол Кольер в рецензии, опубликованной в The Guardian, пишет, что «для всех, кто интересуется вопросами глобального неравенства и экономического роста, эта книга обязательна к прочтению». Он отмечает, что «Аджемоглу и Робинсон — интеллектуальные тяжеловесы первого ранга», и чаще всего исследователи такого уровня пишут на языке, понятном только другим учёным, специализирующимся на этой тематике. Однако в данном случае книга не только находится на передовой современной научной мысли, но и интересна и увлекательна для неспециалистов. Предсказание авторов относительно того, что Китай не сможет достичь уровня ВВП на душу населения развитых стран, если не встанет на путь инклюзивных политических институтов, он называет смелым и даже радикальным, но признаёт последовательность и аргументированность их позиции. В заключение Кольер отмечает, что главная сила книги в многочисленных исторических примерах и ссылках, которые не только сделают читателя более эрудированным, но и заставят думать.

### Стивен Левитт
Стивен Левитт написал положительный отзыв: «„Почему одни страны богатые, а другие бедные“ — действительно потрясающая книга. В ней Аджемоглу и Робинсон решают одну из самых важных проблем в социальных науках — вопрос, который изводил ведущих мыслителей на протяжении веков, — и предлагают блестящий ответ по своей простоте и силе. Эта книга представляет собой читаемое сочетание истории, политологии и экономики. Она изменит наш взгляд на экономическое развитие. „Почему одни страны богатые, а другие бедные“ — это книга, которую обязательно нужно прочитать».

### Чарльз Манн
Чарльз Манн написал положительный отзыв: «„Почему одни страны богатые, а другие бедные“ так хороша во многих отношениях, что я не смогу перечислять их все. Она объясняет значительную часть человеческой истории. Её положения одинаково уместны и в Азии, и в Африке, и в Америке. <...> Это отличная книга, которую следует купить немедленно, чтобы поощрить авторов продолжать их исследования».

### Джеффри Сакс
Джеффри Сакс в своей рецензии, опубликованной в Foreign Affairs, как и Джаред Даймонд ранее, отмечает игнорирование авторами роли географии и геополитики в формировании институтов. Так, слабость государственных институтов в Западной Африке может быть следствием отсутствия судоходных рек. Также Сакс ставит под сомнение утверждение авторов относительно невозможности авторитарных режимов мотивировать экономический рост, приводя в пример Китай, растущий более высокими темпами, чем развитые страны. Кроме этого, он ставит под сомнение видение авторами причин успеха Ботсваны в инклюзивных институтах, утверждая, что основным фактором являются алмазы. В конце Сакс утверждает, что индустриализация успешно распространилась в XIX веке во всех странах с «хорошей географией», и потому, по его утверждению, макроэкономическая политика и география играют решающую роль в вопросах экономического роста.
Аджемоглу и Робинсон в своём ответе разобрали основные аргументы Сакса. Они признали, что география может иметь определённое влияние на формирование институтов, однако не признали её определяющей роли, в странах с одинаковой географией развитие может пойти по разным траекториям. В частности, они замечают, что, вопреки утверждению Сакса, индустриализация не затронула в XIX веке Аргентину и Уругвай, хотя с точки зрения географии и климата к этому были все предпосылки, зато затронула Австралию, где таких предпосылок не было. Относительно Ботсваны, авторы саркастически замечают, что им известно о наличии там алмазов, но алмазы также есть и в Сьерра-Леоне, и в Анголе, и вообще у многих африканских стран имеются месторождения тех или иных ресурсов, которые они экспортируют. Но то, что доход от этого экспорта не стал предметом борьбы одних групп элиты с другими, и не привёл в итоге к гражданским войнам, — заслуга инклюзивных институтов. Также авторы отмечают непоследовательность позиции Сакса, неоднократно писавшем о ресурсном проклятии и негативном влиянии экспорта ресурсов на темпы экономического развития, а теперь считающего алмазы причиной успеха. Относительно Китая авторы пересказывают свой ответ Арвинду Субраманьяну и отмечают, что никогда не утверждали, что экстрактивная экономика не может расти быстрее инклюзивной. Их позиция в том, что такой рост всегда неустойчив, и потому какие бы высокие темпы роста не показывала экстрактивная экономика, она не сможет догнать инклюзивную по уровню жизни населения. Они приводят в пример СССР, показывавший даже более высокие темпы роста, чем современный Китай, и отмечают, что их позиция будет опровергнута в том случае, если Китай без перехода к инклюзивным институтам сможет достичь близкого к развитым странам уровня ВВП на душу населения, а этого пока не случилось.

### Арвинд Субраманьян
Арвинд Субраманьян в рецензии, опубликованной в The American Interest, пишет: «авторы заслуженно вошли в пантеон Больших Книг по экономическому развитию». При этом он отмечает, что, согласно теории модернизации, не только экономические институты могут изменяться вслед за политическими, но и наоборот, политическая модернизация может быть следствием экономической. Далее в качестве примера Субраманьян приводит Индию и Китай, в первом случае политические институты более инклюзивны, чем во втором, но при этом темпы роста экономики в Китае выше, чем в Индии. В целом же Субраманьян очень высоко оценил книгу: «это серьёзное исследование, лишённое недостатка узкой эрудиции».
В ответ Аджемоглу и Робинсон заметили, что в их книге рассматривается экономический рост на длительном временном промежутке, насчитывающем много десятков или даже сотни лет, а в краткосрочном периоде как раз с помощью экстрактивных институтов за счёт принудительного и порой насильственного перераспределения ресурсов из одного сектора в другой можно показать рекордные темпы роста, какие, например, показывал СССР во время социалистической модернизации, то есть даже выше, чем темпы роста современного Китая. Но такой рост не будет устойчивым и не приведёт к росту благосостояния населения до уровня развитых стран. Они отмечают, что экономический рост в Китае как раз и начался в 1978 году с внедрением ограниченных инклюзивных институтов. Однако, по их мнению, на длительном временном отрезке инклюзивные экономические институты не смогут выжить при полностью экстрактивных политических, а потому они неизбежно вступят в конфликт с политическими институтами (как было, например, в СССР при сворачивании НЭПа), и из исторических примеров можно сказать, что в этой борьбе больше шансов у институтов политических. Аджемоглу и Робинсон считают, что их позиция будет опровергнута в том случае, если Китай без перехода к инклюзивным институтам сможет достичь близкого к развитым странам уровня ВВП на душу населения, а этого пока не случилось. В отношении Индии авторы замечают, что в книге она не рассматривается подробно только лишь потому, что эта страна — очень неоднозначный случай, и его подробное рассмотрение заняло бы слишком много места. Они отмечает, что сам по себе факт наличия выборов совсем не означает наличия инклюзивных политических институтов. Например, регулярные выборы в Мексике, находившейся с 1929 года под контролем PRI, не делают её институты инклюзивными. В течение многих десятилетий в Лок сабха доминировал Индийский национальный конгресс, который шёл на ограниченные реформы лишь в том случае, когда доля мест оппозиции в парламенте приближалась к 50 %. Недавние исследования показали, что против четверти членов Лок сабха выдвигались обвинения в совершении преступлений, и, что характерно, политики с подобным прошлым с бо́льшей вероятностью избирались повторно, чем те, у которых не было обвинений. В общем, заключают авторы, индийские политические институты ещё очень далеки от инклюзивных. Таким образом, по мнению Аджемоглу и Робинсона, примеры Китая и Индии не противоречат их теории.

### Нил Фергюссон
Нил Фергюссон написал положительный отзыв: «Замечательная и хорошо читаемая книга. <…> И у неё вдохновляющий вывод: только по-настоящему свободное общество способно обеспечить долговременный рост и подлинные инновации».

### Томас Фридман
Томас Фридман в рецензии, опубликованной в The New York Times, называет книгу «восхитительной» и отмечает, что США необходимо пересмотреть свою стратегию помощи развивающимся странам. При этом он также выражает обеспокоенность, что из-за нарастающего неравенства инклюзивные институты в США могут оказаться под угрозой.

### Фрэнсис Фукуяма
Фрэнсис Фукуяма в рецензии, опубликованной в журнале The American Interest, отметил, что концепция «экстрактивных/инклюзивных институтов» очень похожа на концепцию «ограниченного/открытого режима доступа» из книги Дугласа Норта, Джона Уоллиса и Барри Вайнгаста «Насилие и социальные порядки. Концептуальные рамки для интерпретации письменной истории человечества» (англ. Violence and Social Orders: A Conceptual Framework for Interpreting Recorded Human History). Такое противопоставление, по мнению Фукуямы, не отражает реальности, в которой не существуют абсолютно экстрактивных или абсолютно инклюзивных обществ. Также он отмечает, что быстрый рост экономики Китая в 1990—2010-х годах не вписывается в концепцию авторов. В целом, в рецензии Фукуяма отмечает верность выводов Аджемоглу и Робинсона, но критикует их за «изобретение неологизмов» вместо использования уже существующих понятий и категорий. «Чрезвычайно доступная книга, позволяющая глубоко вникнуть в проблему и специалистам, и широкому кругу читателей», — заключает Фукуяма.
Аджемоглу и Робинсон в ответ отметили, что, во-первых, хотя работа Норта и коллег оказала на них влияние, они рассматривают взаимосвязь политических и экономических институтов: первые создаются и меняются в результате конфликтов и борьбы за власть, и затем формируют почву для вторых, тогда как Норт, Уоллис и Вайнгаст концентрируют внимание исключительно на экономических институтах. Во-вторых, в книге и не утверждается, что общества делятся только на экстрактивные и инклюзивные, наоборот, значительная её часть посвящена истории того, как в отдельных странах в течение длительного времени постепенно повышалась степень инклюзивности политических и экономических институтов. В третьих, относительно экономики Китая, авторы кратко излагают тезисы из ответа Арвинду Субраманьяну, что её быстрый рост начался после внедрения ограниченных инклюзивных институтов, и, хотя на момент написания книги темпы роста Китая были очень высокими, авторы отмечают, что без дальнейшего внедрения инклюзивных институтов Китай не сможет догнать развитые страны по уровню ВВП на душу населения.

### Христя Фриланд
В рецензии, опубликованной в The New York Times, Христя Фриланд отмечает, что «книга „Почему одни страны богатые, а другие бедные“ — чрезвычайно амбициозная работа, в которой через призму мировой истории ищется ответ на очень важный вопрос о том, почему одни страны становятся процветающими, а другие — нет». Фриланд рассматривает в контексте сформулированных в книге идей современные события, прежде всего, выборы президента России 2012 года. Она вспоминает, что ещё в 2008 году общепринятым объяснением популярности Владимира Путина, как его изложили в статье в Foreign Affairs Кэтрин Стоунер-Вайс и Майкл Макфол, было представление о том, что после 2000 года «русские живут лучше, чем когда-либо прежде», и «политические свободы уменьшились, но это были необходимые жертвы на алтаре стабильности и роста». Аджемоглу и Робинсон тогда резко критиковали его: «правление Путина совпало с экономическим ростом, но не вызвало его, высокие цены на нефть и восстановление после кризиса 1998 года в гораздо бо́льшей степени ответственны за рост». В работе Аджемоглу и Робинсона путинская Россия приведена как «хрестоматийный пример экстрактивного режима» и содержится прогноз о том, что она пойдёт по пути нефтезависимых стран, в которых экономический рост которых колеблется вместе с ценами на нефть, а руководство сосредоточено на удержании власти и контроле нефтяной ренты, а не на создании общественных благ. Как достоинство работы Фридланд отмечает содержащуюся в ней критику западных политиков, экспертов и бизнесменов, легко поддающихся на соблазны лидеров экстрактивных режимов.

### Джанет Хантер
Джанет Хантер, профессор Лондонской школы экономики и политических наук, в своей рецензии отмечает богатство контрастных исторических примеров в книге. Критикуя авторов за явное деление национальных лидеров на «героев» и «злодеев», Хантер тем не менее оценивает книгу положительно. Она заключает, что «даже критики книги признают, что она основана на серьёзной науке и при этом очень хорошо читается».

### Дэвид Хендерсон
Дэвид Хендерсон в рецензии, опубликованной в Regulation, пишет, что относительно низкий уровень благосостояния в таких странах, как Афганистан, Гаити и Непал, авторы связывают со слабостью центрального правительства, в то время как упадок Священной Римской империи поспособствовал развитию инклюзивных институтов в Европе, в чём он видит противоречие. По истории США Хендерсон отмечает две ошибки у авторов. Во-первых, Рокфеллер поспособствовал не росту, а снижению цен на нефть. Во-вторых, после гражданской войны разрыв в уровне жизни на Севере и Юге США сокращался, а не увеличивался. При этом он отмечает, что в целом аргументы авторов достаточно убедительны и проиллюстрированы большим количеством подробных исторических примеров. «Можно ли сказать, что авторы преуспели в ответе на вопрос, поставленный в названии книги? — Не считая некоторых частных моментов, да», — пишет Хендерсон.

## В энциклопедиях
Книга упоминается в «Новом Палгрейве: словаре по экономике» (третье издание, 2018 год), в статьях «История и Сравнительное Развитие» и «Драка за Африку и её наследие».

## Награды и номинации

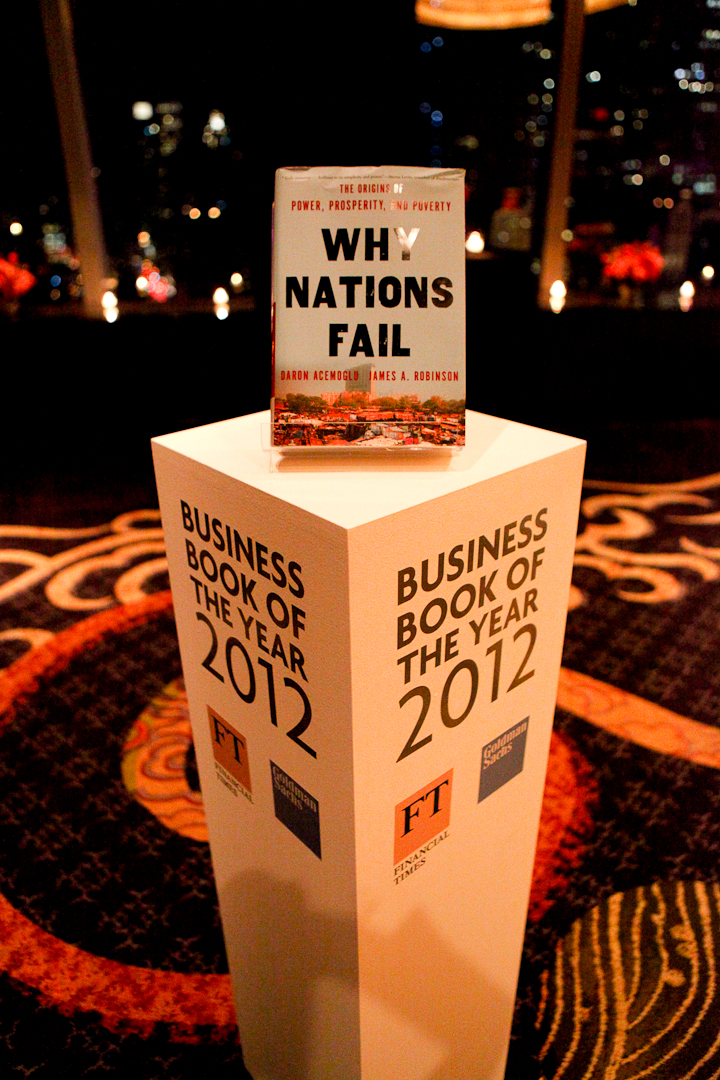
«Почему одни страны богатые, а другие бедные» на церемонии вручении премии

- 2012 Книга года по версии Financial Times и Goldman Sachs[англ.], шортлист[201]
- 2013 Книжная премия Paddy Power & Total Politics, победитель в номинации Международные дела[202]
- 2013 Приз Лайонела Гелбера[англ.], лонглист[203]
- 2013 Книжная премия Артура Росса, поощрительная премия[204]

В 2015 году Дарон Аджемоглу был назван «самым влиятельным экономистом» по версии RePEc за высокую цитируемость своих публикаций в течение последних 10 лет, и популярность книги «Почему одни страны богатые, а другие бедные» этому, безусловно, поспособствовала.
В октябре 2024 года авторы книги Дарон Аджемоглу и Джеймс Робинсон и их соавтор по научным статьям Саймон Джонсон получили Нобелевскую премию по экономике за «исследование различий в благосостоянии наций».

## Издания на различных языках
Книга была издана на английском, азербайджанском, арабском, болгарском, венгерском, вьетнамском, голландском, греческом, индонезийском, испанском, итальянском, казахском, китайском, корейском, монгольском, немецком, персидском, португальском, румынском, русском, сербском, словенском, тайском, турецком, узбекском, украинском, финском, французском и чешском языках, и продолжает издаваться.

### Издания на русском языке
- Аджемоглу, Д., Робинсон, Дж. Почему одни страны богатые, а другие бедные / Дарон Аджемоглу, Джеймс А. Робинсон; [перевод с английского Д. Литвинова, С. Сановита, П. Миронова]. — Москва: Издательство АСТ, 2021. — 672 с. — (Цивилизация и цивилизации). — ISBN 978-5-17-122424-0